# Telediario
Telediario (TD) es el programa informativo de Televisión Española. Se emitió por primera vez el 15 de septiembre de 1957 desde los estudios del paseo de La Habana de Madrid. Con tres ediciones diarias entre semana y cuatro ediciones en el fin de semana, informa de las noticias más relevantes en los ámbitos nacional, internacional, social, económico, cultural, deportivo y meteorológico.
Es un hecho poco controvertido el poder de la televisión como creador de opinión pública: los informativos televisados han constituido durante decenios, antes de la eclosión de las redes sociales y dada la moderada penetración de la prensa escrita entre la población española, el principal medio de comunicación (muy por encima de todos los demás) a través del cual los ciudadanos toman conocimiento de los acontecimientos de actualidad. De ahí la notoriedad de Telediario, especialmente relevante durante 33 años, en los que la única cadena de televisión existente en España era la pública. Y de ahí, también que pese a las garantías legales existentes —pero teniendo en cuenta que hasta 2006, la dirección general de Radiotelevisión Española era elegida directamente por el Gobierno; desde 2006 a 2012 y desde 2021, la presidencia de la Corporación es elegida por un apoyo de 2/3 del Congreso de los Diputados; de 2012 a 2018, solo por mayoría absoluta del Congreso de los Diputados y que entre 2018 y 2021 hubiese una administradora única que le otorgaba todo el poder en RTVE con los poderes del presidente de la Corporación y de los miembros del Consejo de Administración, teniendo la potestad de tomar decisiones sin ningún contrapeso— a los informativos de TVE, al Telediario, se les haya acusado permanentemente a lo largo de su historia y se les acuse aún a día de hoy, de servir de herramienta en manos del Gobierno para modelar la opinión de los ciudadanos en función de sus propios intereses.
Con todo, antes de la llegada de las cadenas de nueva generación, siempre fue líder en su franja de emisión; en 2004 perdió el liderazgo por primera vez en su historia a favor de Antena 3 noticias, pero lo recuperó entre finales de 2007 y principios de 2013 cuando lo perdió de nuevo en esta ocasión a favor de Informativos Telecinco; recuperándolo desde 2016 a 2018 en diferentes periodos. De todas formas, en el propio Parlamento español se ha recordado que según un estudio de 2012, el 42 % de los españoles elige Telediario para informarse, porcentaje que se eleva al 56 % cuando se trata de acontecimientos importantes.
Como curiosidad, los espectadores se suelen referir o identificar a un informativo de cualquier otra cadena como «telediario». Oficialmente, cada informativo del resto de cadenas tiene ya su título diferente, ya que la única cadena que puede usar este título de forma legal es RTVE, porque lo tiene registrado. No obstante, el uso en el lenguaje común de la palabra «telediario» para referirse a cualquier informativo está tan extendido y arraigado que esta palabra ha quedado inscrita en el diccionario de la RAE con la definición de «Programa informativo de televisión destinado a las noticias del día», e incluso se han acuñado en la misma entrada en el DRAE expresiones coloquiales que incluyen la palabra «telediario», como la expresión «quedarle uno o dos telediarios» para referirse a alguien o algo al que le falta poco tiempo para acabar o dejar de existir.

## Historia

### La dictadura franquista (1957-1976)

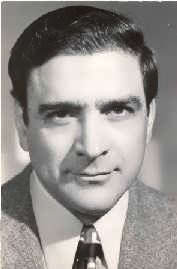
Santiago Vázquez, presentador de Telediario en la década de 1960.

El Telediario comenzó sus emisiones el 15 de septiembre de 1957, dirigido por José de las Casas y Ángel Marrero y presentado por Jesús Álvarez García. El espacio se estrenó por tanto, casi un año después de la inauguración de la cadena. Durante los meses previos —incluso antes del comienzo oficial de emisiones— había existido un informativo presentado por David Cubedo, bajo el título de Últimas noticias. A lo largo de estos primeros años de emisión de Telediario desde los estudios del paseo de La Habana de Madrid, y con una absoluta falta de medios y recursos técnicos, la información que se facilitaba en el programa se limitaba a la lectura por parte de los locutores (Jesús Álvarez García, David Cubedo, Eduardo Sancho...) de los teletipos que se trasladaban físicamente desde la cercana sede de Radio Nacional de España. Las pocas imágenes que se ofrecían procedían de filmaciones de NO-DO y otras adquiridas a CBS y United Press International. La escasez de recursos audiovisuales se suavizó con la aprobación de una normativa que eximía del pago de aranceles aduaneros a la importación de películas conteniendo noticias y acontecimientos filmados de actualidad que hayan de proyectarse en la sesión de televisión titulada Telediario (BOE de 13 de febrero de 1958). Con la subsiguiente mayor disponibilidad de material grabado pudo comenzar a emitirse dos ediciones, estrenándose la de mediodía el 28 de abril de 1958. Desde abril de 1959 se emitieron tres ediciones y por primera vez, también los fines de semana.
Las noticias respondían al esquema de los conocidos como partes hablados y estaban sometidas al estricto control y supervisión por parte de las autoridades del régimen a través del Ministerio de Información y Turismo del que dependía orgánicamente Televisión Española y que encontraba en el nuevo medio una excelente vía de propaganda y adoctrinamiento.

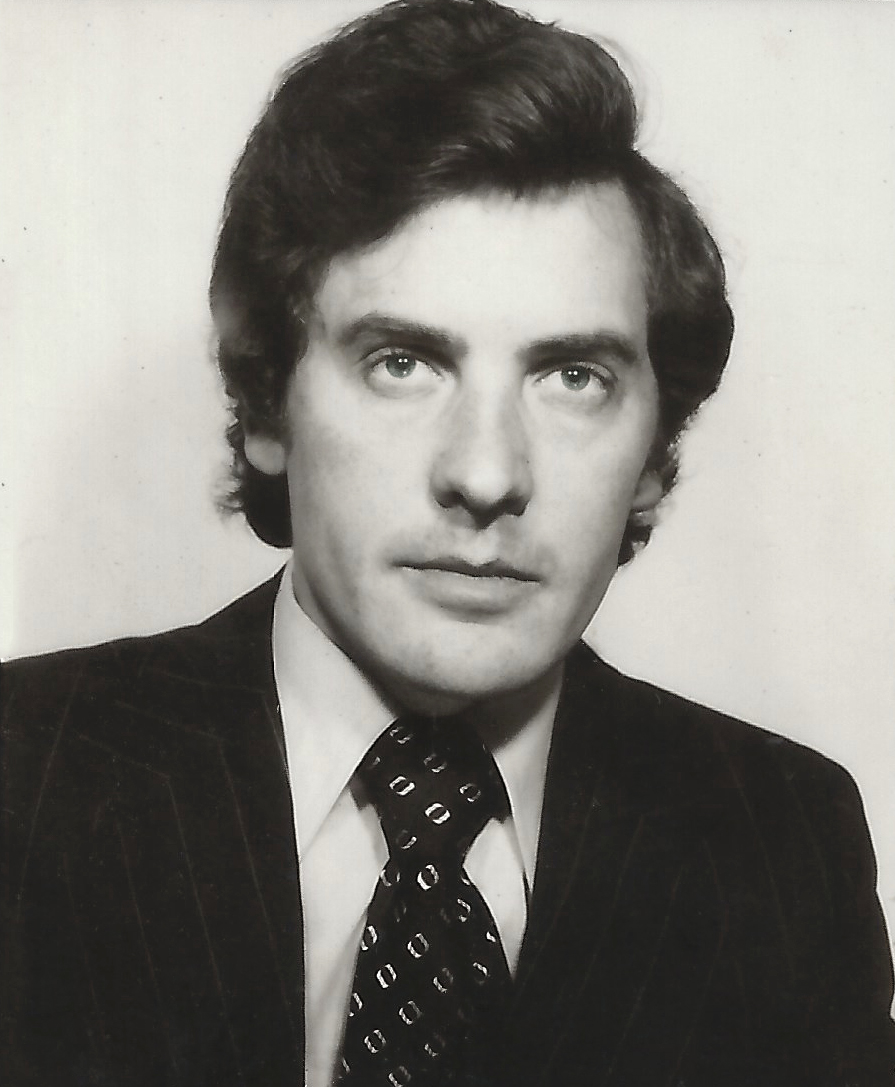
José Antonio Plaza, corresponsal de Telediario en Londres entre 1968 y 1975.

La llegada de Manuel Fraga al Ministerio de Información y Turismo del que dependía RTVE, supone un cierto revulsivo para la cadena —simbolizado con la inauguración de los estudios de Prado del Rey— del que no escapan los Servicios Informativos (el Telediario), al frente de los cuales se designa por primera vez un responsable: Ángel Marrero.
A lo largo de los siguientes años se van incorporando nuevos rostros al informativo, como: Pedro Macía, Maruja Callaved, Blanca Álvarez, Julio César Fernández, Ramón Sánchez-Ocaña, Rosa María Mateo o Santiago Vázquez. Así, en diciembre de 1961, el Telediario es presentado por Jesús Álvarez García, Eduardo Sancho, Santiago Vázquez y José Luis Uribarri en su primera edición y por David Cubedo en la segunda. Como meros lectores de noticias, reciben el apodo de «bustos parlantes». Un hito importante lo constituye la apertura de corresponsalías en el exterior a partir de 1966, primero en Londres y después París y Roma, a las que siguieron dos años después Nueva York con Jesús Hermida y Viena con Ana Isabel Cano, la primera mujer corresponsal de TVE. En 1968, Blanca Gala se convirtió en la primera mujer que presentó un Telediario.
Bajo el mandato de Adolfo Suárez como director general de RTVE en 1969, se dio especial consideración al seguimiento de la actividad institucional del entonces recién nombrado heredero a la Jefatura del Estado, Juan Carlos I de España.
La práctica de emitir un informativo nocturno de cierre de emisión se inicia en 1970 con el denominado 24 horas, que conduce Manuel Martín Ferrand. En enero de 1974, una vez cancelado este espacio, se emite por primera vez la denominada Tercera edición de Telediario, en torno a las 23:00. En 1975 el informativo pasa a emitirse en color, tras el traslado de los informativos de TVE a los estudios de Prado del Rey tras 18 años en paseo de la Habana.

### La transición: los gobiernos de Suárez y Calvo-Sotelo (UCD) (1976-1982)

#### La era Anson

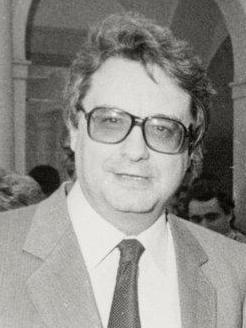
Eduardo Sotillos, presentador de Telediario en 1976-77 y 1995-96.

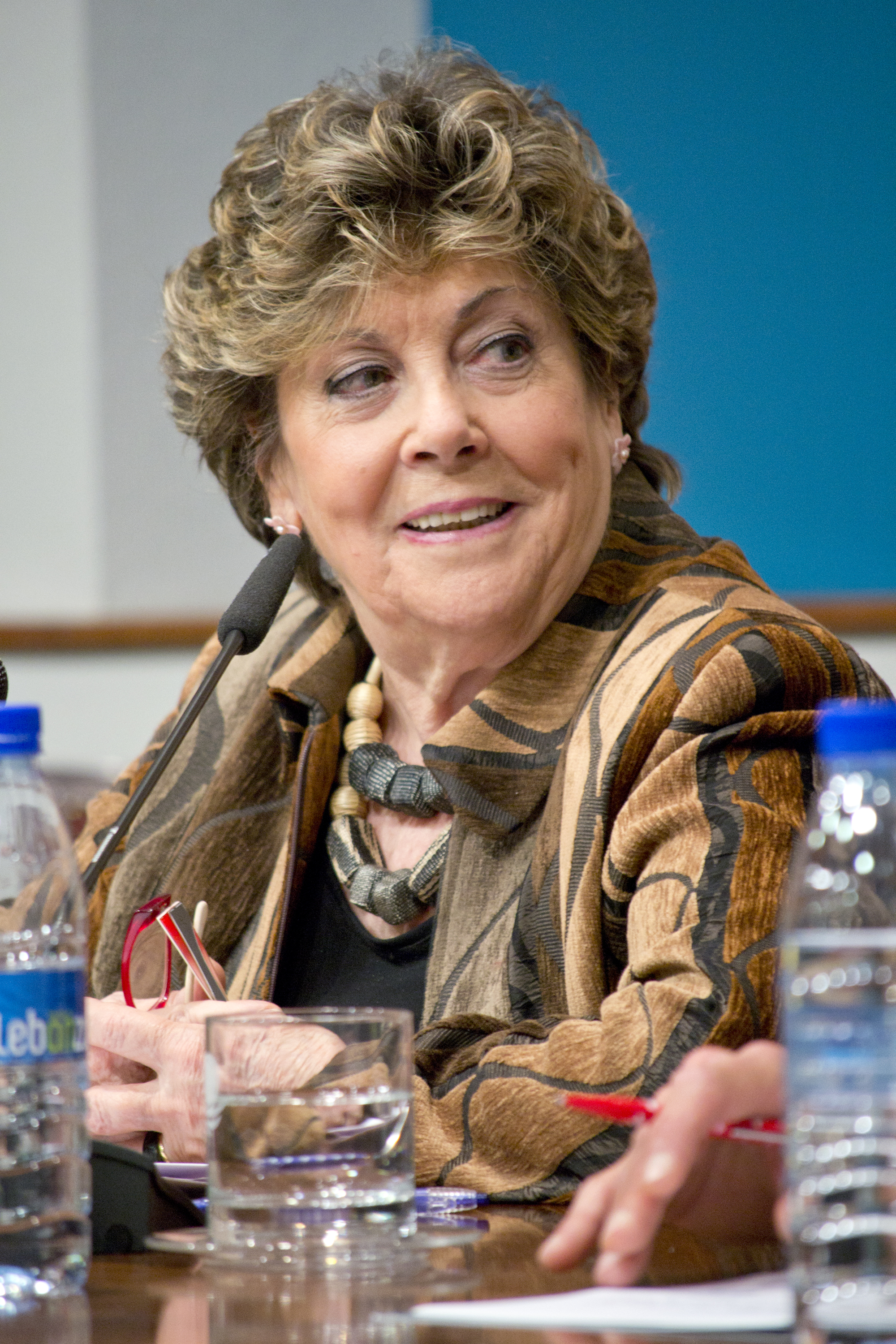
Paloma Gómez Borrero, corresponsal en Roma hasta 1983.

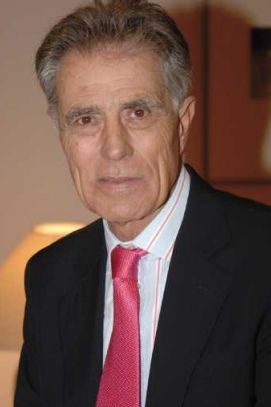
Jesús Hermida, corresponsal en Nueva York entre 1968 y 1979 y presentador de Telediario en 1990-1991.

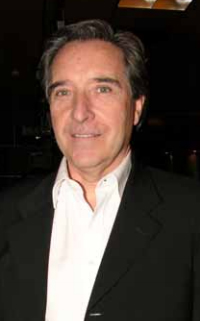
Iñaki Gabilondo, director de los Servicios Informativos y presentador de Telediario en 1981.

El final de la dictadura y la llegada al Gobierno de Adolfo Suárez marcan un auténtico punto de inflexión en la historia de Telediario. El acceso a la presidencia del Gobierno de Adolfo Suárez conlleva la inmediata renovación de la dirección general de RTVE, al frente de la cual se designó desde el 24 de julio de 1976 a Rafael Anson. Se pretende iniciar un auténtico viraje en política informativa, con un objetivo declarado: anclar los valores democráticos en la conciencia política de los ciudadanos, poniendo de paso en valor las figuras de Juan Carlos I de España y del propio presidente del Gobierno, quienes por otro lado y, según reconocería más tarde el propio Rafael Anson, imparten las directrices políticas en el tratamiento de la información.
Para alcanzar ese objetivo se procede a un relevo integral de los profesionales que hacen Telediario, poniendo nuevas caras a lo que ya empezaba a ser una España distinta, renovada y democrática. Las tres ediciones de Telediario son encomendadas respectivamente a: Lalo Azcona, Eduardo Sotillos, Pedro Macía y en la segunda cadena, Miguel Ángel Gozalo, que imprimieron su sello personal, dando un aire totalmente nuevo tanto al estilo de informar, como sobre todo, al contenido de aquello sobre lo que se informa. Estuvieron acompañados en pantalla: Eduardo Sotillos por Agustín Farré, Lalo Azcona por Clara Isabel Francia y Ricardo Fernández Deu y Pedro Macía por Manuel Almendros y Nieves Romero. A diferencia de lo que había ocurrido antes y lo que ocurriría después, cada una de las ediciones cuenta con su propia autonomía a la hora de decidir qué noticias transmitir y cómo hacerlo. Noticias clave en la época son la legalización del Partido Comunista de España o las primeras elecciones democráticas. Durante esta etapa, por primera vez en la historia de la televisión en España se emiten imágenes de una huelga y se muestra en pantalla a Santiago Carrillo.

#### La era Arias-Salgado
La destitución de Rafael Anson en noviembre de 1977 y su sustitución por Fernando Arias-Salgado, marca un inicio de etapa en la que otra vez se renovaron rostros y actitudes: fecha clave fue la del 25 de enero de 1978 en la que los directores de los cuatro Telediarios presentan su dimisión por entender que su margen de autonomía se veía recortado por la reestructuración de los informativos.
Dos meses después se salda la crisis con el anuncio de la designación como directores de los Telediarios de mediodía y nocturno, respectivamente, de Pedro Macía y Luis Losada, y la incorporación de nuevos rostros: Matías Prats, José Miguel Flores y Rosa María Mateo. En los meses siguientes, locutores profesionales de la casa, como Adela Cantalapiedra, Cristina García Ramos o Tello Zurro van apareciendo también en pantalla. En enero de 1979 se produce el cese de Pedro Macía por discrepancias con el entonces director general de RTVE, sobre el tratamiento a dar a una noticia sobre una huelga en RENFE.
Una vez aprobada la Constitución española de 1978, y finalizado el periodo de consenso político entre los principales partidos, empiezan a oírse acusaciones de manipulación informativa por parte del Gobierno a través de los servicios informativos de la cadena pública, acusaciones que tantas veces se repetirían en años sucesivos, ya gobernase UCD, PSOE o PP.

#### La era Castedo
En enero de 1981, Fernando Castedo es nombrado director general de RTVE e impulsa una mayor apertura y democratización de la casa. Pocos días después Iñaki Gabilondo es nombrado director de los Servicios Informativos y sobre él recae la responsabilidad de informar sobre los acontecimientos del 23-F, si bien la primera noticia sobre el golpe de Estado se había emitido a las 20:00 en el informativo de La 2 que dirigía y presentaba Joaquín Arozamena. Ocupadas las instalaciones de TVE por las fuerzas golpistas, el Telediario de las 21:00 comienza su emisión a las 22:00 con Iñaki Gabilondo en pantalla.
Desde abril, Iñaki Gabilondo pasa a presentar la segunda edición. A lo largo de ese año Pedro Macía vuelve a ponerse al frente de una renovada primera edición de Telediario, que durante unos meses recibe el nombre de Crónica 3 y en la que poco después sería sustituido por Jesús Hermida y Rosa María Mateo. La tercera edición pasa a llamarse Al cierre y es presentada por dos periodistas procedentes de la Segunda Cadena, que marcan un estilo propio a la noticia: Joaquín Arozamena y Victoria Prego. Los equipos de redactores pasan a organizarse en secciones comunes para las tres ediciones y a su frente se sitúa a jóvenes profesionales como Luis Mariñas (Nacional) o Baltasar Magro (Casa Real).
El 21 de mayo, Iñaki Gabilondo es destituido según su opinión, por presiones del presidente del Gobierno Leopoldo Calvo-Sotelo, por la forma de abordar una información sobre desempleo. El entonces director general de RTVE, Fernando Castedo, desmentiría la versión del periodista asumiendo la decisión, si bien, por el mismo motivo.

#### Robles Piquer y Nasarre
Poco después sería el propio Fernando Castedo el dimisionario. Le sucederían en el plazo de los pocos meses que precedieron a las elecciones de 1982, Carlos Robles Piquer y Eugenio Nasarre. Los representantes de los partidos de la oposición en el Consejo de Administración de RTVE, PSOE y PCE, multiplican las acusaciones de intoxicación informativa. Se producen nuevos cambios. Hermida deja el noticiario y Alberto Delgado asume la última edición.
El 16 de abril de 1982, 180 profesionales de los Servicios Informativos —entre los cuales: Clara Isabel Francia, Luis Mariñas, Rosa María Mateo o Baltasar Magro— denuncian en una carta pública las presiones políticas a las que se ven sometidos. El 11 de mayo, es rebatida por otra carta de otros 182 profesionales de la casa de apoyo al director general.
En la etapa de Eugenio Nasarre, el periodista Juan Roldán asume la dirección de los Servicios Informativos. Remodela de nuevo los Telediarios en septiembre de 1982, con Luis Mariñas como director de la primera edición, Ramón Colom la segunda y Santiago López Castillo y Secundino González en la tercera. Es precisamente Luis Mariñas, quien el 28 de octubre de 1982 coincidiendo con la jornada electoral, conduce el primer Telediario emitido desde los estudios de Torrespaña, que se trasladarían definitivamente a este emplazamiento el 14 de noviembre de 1983, emitiéndose el último Telediario desde Prado del Rey el día anterior.

### Los gobiernos de Felipe González (PSOE) (1982-1996)

#### La era Calviño

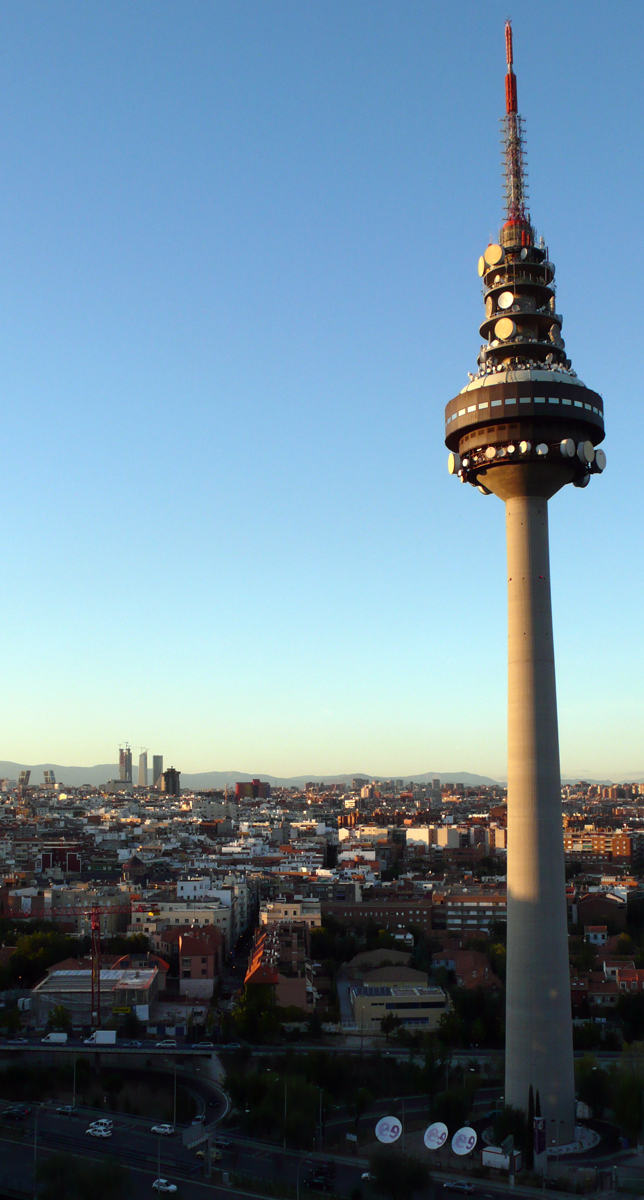
El Telediario se emite en Torrespaña desde noviembre de 1983.

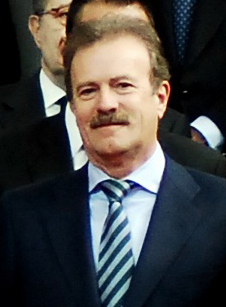
Manuel Campo Vidal, presentador de Telediario entre 1983 y 1987.

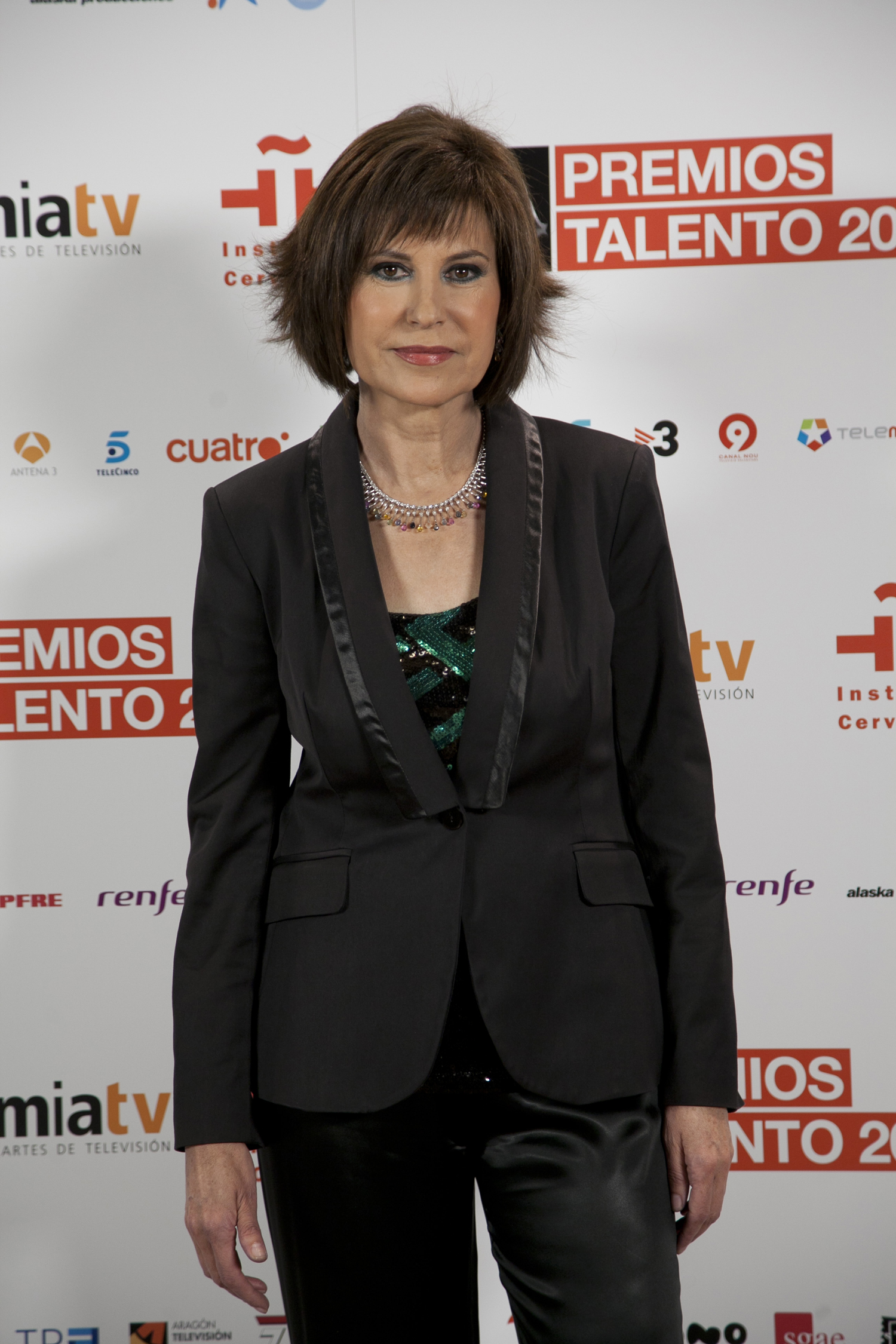
Concha García Campoy, presentadora de Telediario entre 1985 y 1987.

Entre las primeras medidas que adopta José María Calviño después de ser nombrado director general de RTVE por el primer Gobierno del PSOE, está la de designar a José Luis Balbín como director de los Servicios Informativos de la cadena. Se inicia una nueva etapa en la que de entrada se renuevan todos los nombres del Telediario, tanto en dirección como en presentación. Dirigiendo las respectivas ediciones quedan situados: Asunción Valdés en el TD-1, Luis Mariñas con Secundino González en la subdirección en el TD-2 y Pablo Sebastián en el TD-3 que realizó José María Fraguas. Joaquín Arozamena en La 2 y Julio Bernárdez los fines de semana. En pantalla, aparecen los rostros de Baltasar Magro, Manuel Campo Vidal y Rosa María Artal, más Rosa María Mateo los fines de semana.
José Luis Balbín, sin embargo es cesado pocos meses después el 21 de septiembre de 1983 y es sustituido por Enrique Vázquez. Poco antes había dimitido Asunción Valdés directora del TD-2 en octubre de 1983, Rosa María Artal es sustituida por José Hervás. Paloma Gómez Borrero es relevada de la corresponsalía del Vaticano en diciembre de 1983. También Sebastián es destituido. A principios de 1984, además de Manuel Campo Vidal en el TD-2, Pepe Navarro primero y Paco Montesdeoca a partir del segundo trimestre, son los encargados de presentar las noticias del TD-1 y Adela Cantalapiedra y Marisol González el TD-3. Los fines de semana continúa Rosa María Mateo y Felipe Mellizo llega a la tercera edición.
El 30 de junio de 1984, Luis Mariñas es cesado en declaraciones del propio periodista, por no transmitir una rueda de prensa de Felipe González. Es sustituido por Julio Bernárdez, a la sazón militante del PSOE. Secundino González dimite en solidaridad con Luis Mariñas. El 2 de octubre se cesa a Joaquín Arozamena, que en enero había asumido la dirección de la primera edición. Un mes después es Rosa María Mateo la dimisionaria por discrepancias con el director del informativo de fin de semana. Tal inestabilidad ha sido con posterioridad atribuida por profesionales de la época como Joaquín Arozamena, Luis Mariñas o Rosa María Artal a luchas internas de poder en el partido del Gobierno.
Coincidiendo con la destitución de Enrique Vázquez, el periodista Enric Sopena accede a la jefatura de informativos y a partir de enero de 1985, se produce la enésima reestructuración de los telediarios en dos años, que se materializa con la incorporación de tres jóvenes promesas del medio: Ángeles Caso, Concha García Campoy y Carlos Herrera. En principio, el puesto de Caso había sido ocupado por Amalia Sánchez Sampedro, pero ésta pide su cese tan solo cinco días después. Se prueba un nuevo esquema de presentación por parejas de periodistas: El tándem Campo Vidal-García Campoy en el TD-1 y Herrera-Caso en el TD-2. Rosa María Mateo llega al TD-3 y en el fin de semana se instala Felipe Mellizo (sustituido en septiembre por Luis Carandell). Además, la información meteorológica se integra en el Telediario y desaparecen los meteorólogos de la pantalla. Los equipos finalmente cuajan, cuentan con la aceptación del público y se mantienen hasta finales de 1986 con el único relevo de Carlos Herrera por Paco Lobatón y a partir de agosto de 1986, de Caso por María Escario.
Entre los escándalos políticos de la época, figura la polémica generada por la sobreimpresión de las siglas del PSOE, en la repetición de los goles de Emilio Butragueño en el partido España-Dinamarca del Mundial de fútbol de 1986, en el Telediario-2 de 19 de junio de 1986. La gestión de los informativos durante todo ese periodo fue constante causa de polémica, por las continuas acusaciones de manipulación política llegando a afirmar, Luis Mariñas, que el texto de las noticias era revisado previamente por el Gobierno.

#### La era Miró

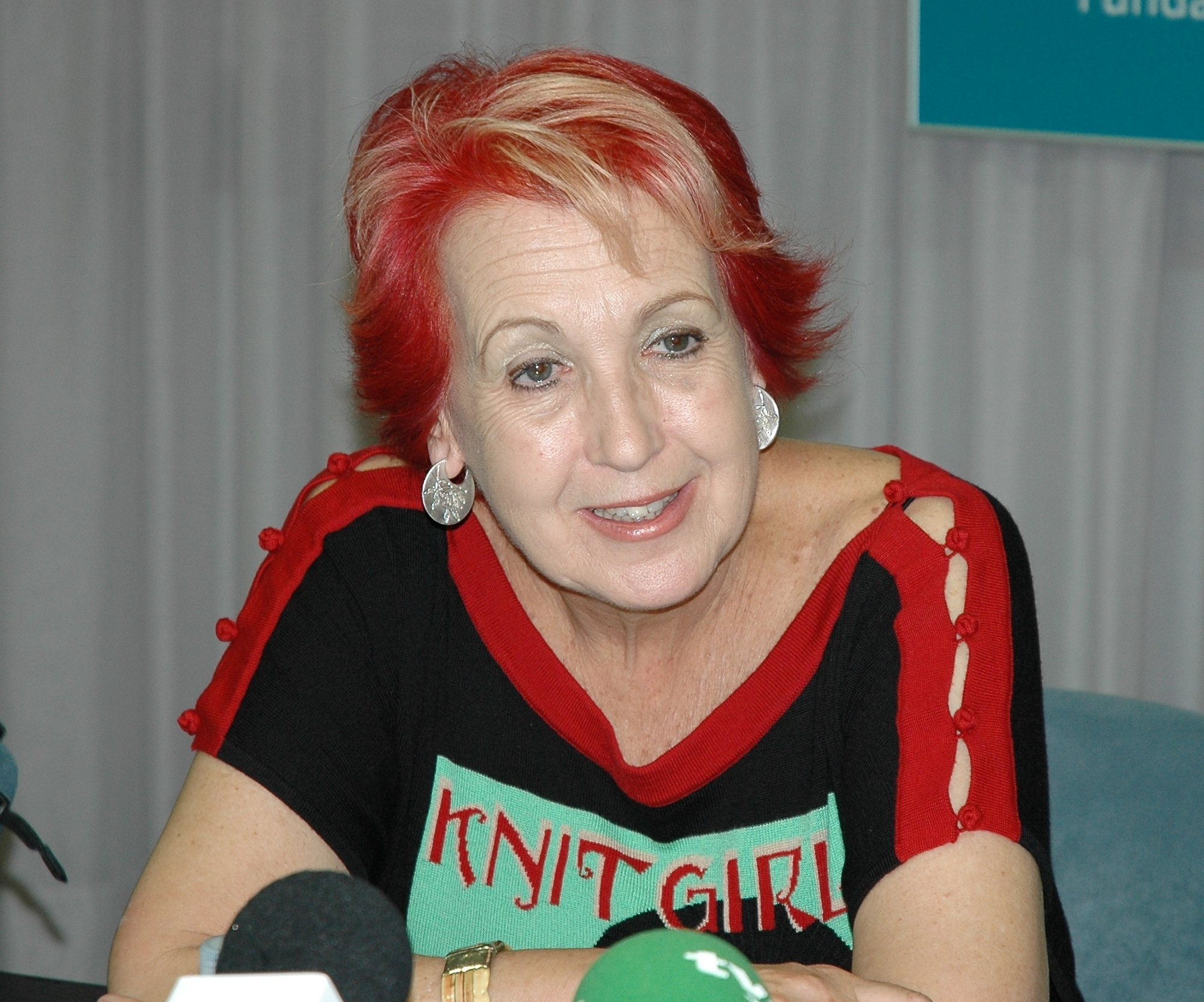
Rosa María Calaf, corresponsal en el exterior entre 1984 y 2008.

El nombramiento de Pilar Miró como nueva directora general de RTVE anuncia nuevos aires y nuevos rostros. En octubre de 1986, Julio de Benito es nombrado director de informativos. Se anuncian cambios en cabecera y decorados y se renuevan las personas. Desde enero de 1987, se sitúan al frente de los Telediarios: su hermano Luis en TD-2 acompañado por Elena Sánchez, Luis Mariñas en TD-1 con Concha García Campoy y Secundino González e Isabel Tenaille los fines de semana. Rosa María Mateo se mantiene en la última edición. Más tarde, Concha García Campoy sustituye a Elena Sánchez en TD-2. En otoño de 1987 se prueba un nuevo formato para los fines de semana, bajo la denominación de 48 horas, dirigido y presentado entre octubre de 1987 y enero de 1988 por Pedro Erquicia, y a partir de ese momento por Andrés Aberasturi. Ambos acompañados por María Escario.

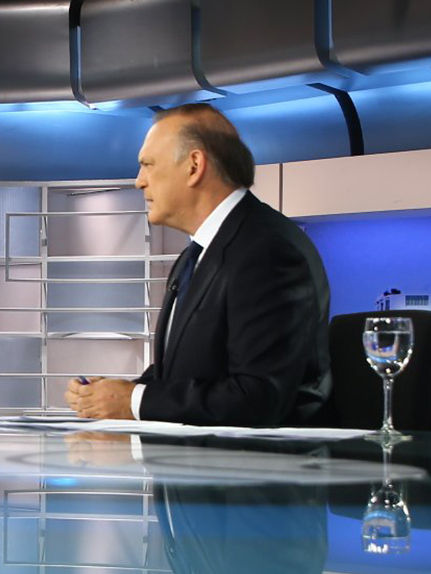
Pedro Piqueras, presentador de Telediario entre 1988 y 1993.

En febrero de 1988, Olga Barrio sustituye a Rosa María Mateo en TD-3. Tras la marcha de Concha García Campoy, María San Juan se incorpora al TD-2 en abril de 1988. En agosto de ese año, Luis de Benito es sustituido por un profesional procedente de la radio: Pedro Piqueras. Como consecuencia de ese relevo, Pilar Miró es acusada de ejercer presiones políticas sobre los periodistas y se ve obligada incluso a explicar los motivos del cese ante el Congreso de los Diputados.

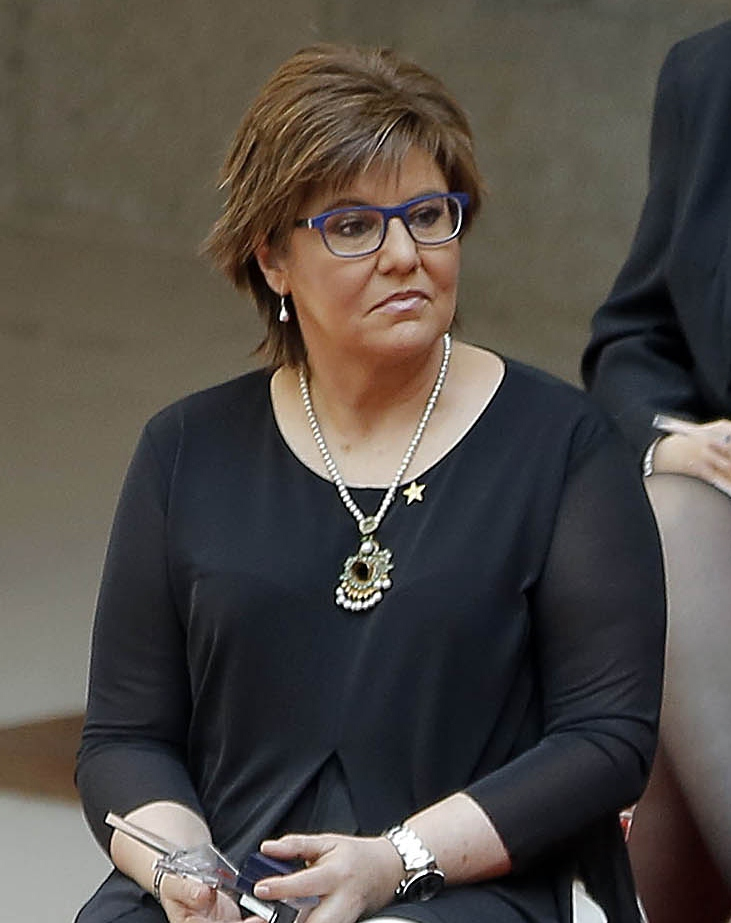
María Escario, presentadora del Telediario entre 1985 y 2014.

En octubre de 1988, se procede a pequeños reajustes en las locutoras: María Escario y Elena Sánchez se especializan en la información deportiva, Teresa Castanedo se incorpora al TD-1 y María San Juan pasa a los fines de semana con Andrés Aberasturi.
El 14 de diciembre de 1988 conocido como 14-D, se produce un acontecimiento sin precedentes en la historia de Radiotelevisión Española: la emisión fue interrumpida a medianoche como consecuencia de la huelga general, fundiendo la pantalla en negro mientras se emitía el TD-3. Los Telediarios siguientes sin embargo, sí se emiten esa jornada.
En enero de 1989, Pilar Miró es relevada al frente del ente público por Luis Solana. Con Diego Carcedo como director de informativos, el esquema de los Telediarios se renueva con la sustitución de Pedro Piqueras por Rosa María Mateo en TD-2 y la incorporación de Mari Pau Domínguez a TD-3 en abril de ese año.
El 14 de julio de 1989 con motivo del bicentenario de la revolución francesa, por primera vez un telediario se emite fuera de plató, concretamente en París, con presentación de Rosa María Mateo.
En estos años se crea la figura del «avance informativo» durante los bloques destinados a la publicidad, presentados por Adela Cantalapiedra, donde se ofrecía una actualización rápida de las últimas horas en forma de breve noticiario. Este espacio estuvo integrado en la parrilla de la programación hasta bien entrados los años 1990. Además, éstos tenían la copresentación de una presentadora en lengua de signos para la población con problemas de audición, siendo su figura más conocida y representativa la de María José Aristizábal.

#### La era García Candau
Tras el breve paréntesis de Luis Solana en 1990, Jordi García Candau es nombrado nuevo director general de RTVE y confía la dirección de informativos a la periodista María Antonia Iglesias. Uno de sus máximos retos es el de enfrentar el nacimiento de las televisiones privadas. Telediario como el resto de los programas de la parrilla de la cadena pública se encuentran por primera vez en la historia, con espacios de la competencia con los que a partir de ese momento deberán competir para conservar la audiencia.

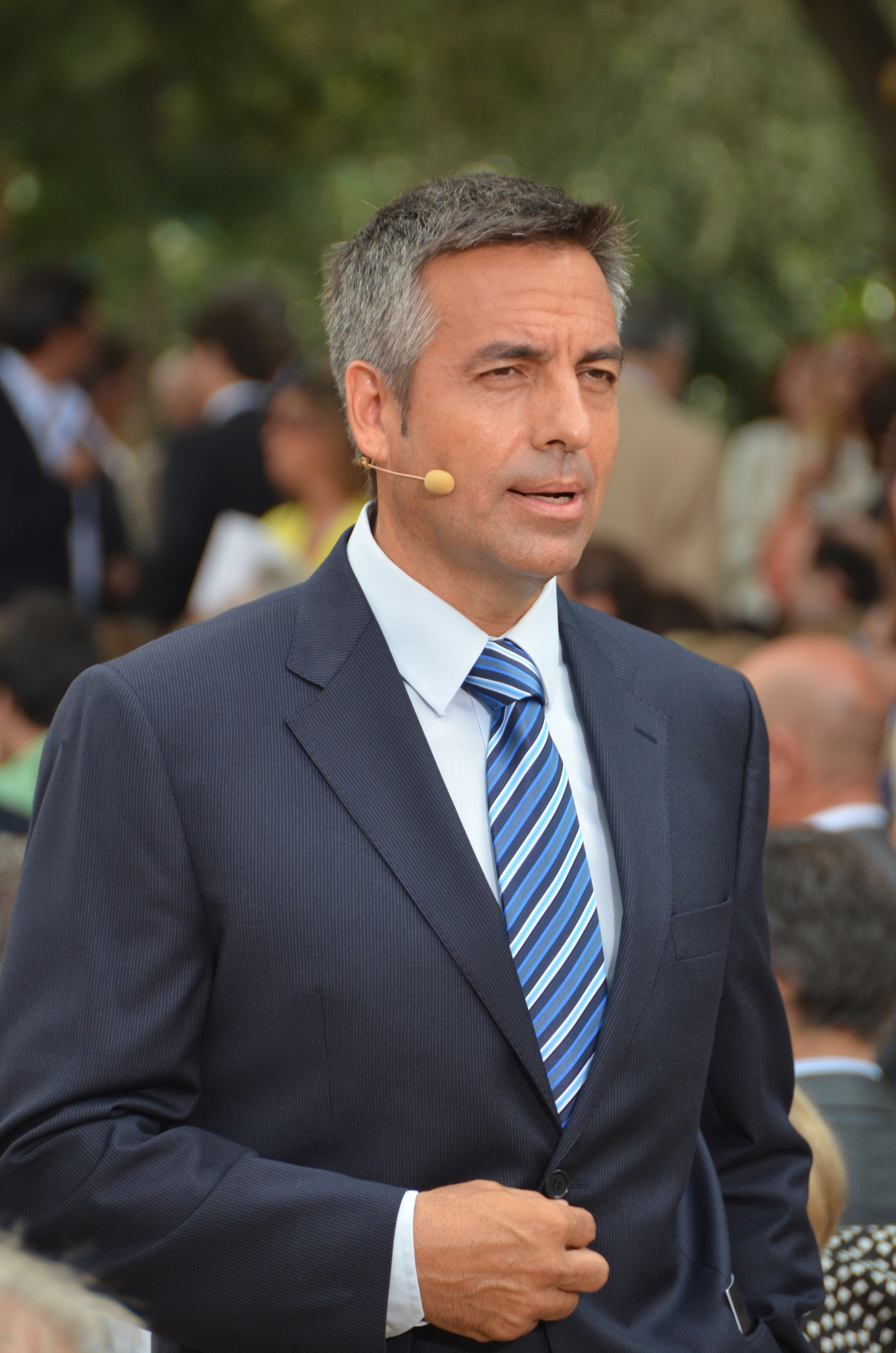
Ramón Pellicer, presentador de Telediario entre 1993 y 1996.

Durante años, sin embargo, Telediario continúa manteniendo la fidelidad de la mayor parte de los espectadores que siguen prefiriendo conectar con la cadena pública en el momento del informativo. Por el contrario, el efecto más llamativo en un primer momento, es la salida de algunos de los profesionales más consolidados de la casa al ser fichados por otras emisoras. En 1990, Luis Mariñas abandona TVE para poner en marcha Informativos Telecinco. Un año después Jesús Hermida y dos años más tarde Rosa María Mateo y Olga Viza fichan por Antena 3. En 1993, lo hace Pedro Piqueras y en 1998, Matías Prats.
En un primer momento la remodelación de los informativos, lleva a Pedro Piqueras de nuevo a la dirección y copresentación junto a Elena Sánchez del TD-1; Rosa María Mateo y Matías Prats en TD-2; Jesús Hermida que incorpora a Almudena Ariza en TD-3 (que pasa a llamarse Diario Noche) y Mari Pau Domínguez con Francine Gálvez los fines de semana. En septiembre de 1990, Jesús Hermida pasa al TD-2, Prats al informativo de La 2 y Mari Pau Domínguez es sustituida por un nuevo rostro, llamado a permanecer frente a la cámara de Telediario, los 31 años siguientes: Ana Blanco.

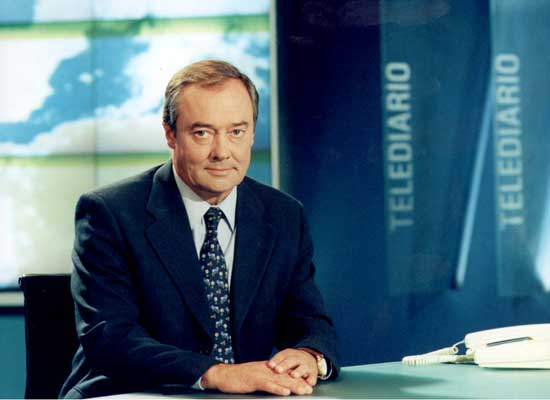
José Antonio Maldonado, meteorólogo de Telediario de 1986 hasta 2008.

La siguiente temporada 1991-1992, marcada por la marcha de Jesús Hermida, comienza con la incorporación de Josep Maria Balcells al TD-2, de Prats al TD-3 y la vuelta de Rosa María Mateo a los fines de semana. En esa época arrecian las denuncias por el PP de manipulación informativa en TVE. Se pone por ejemplo de relieve por parte del principal partido de la oposición, que en el Telediario emitido el 28 de octubre de 1992, se calificó la década de gobiernos presididos por Felipe González como una época «llena de éxitos y metas conseguidas». Aun así, Telediario sigue siendo líder absoluto de audiencia entre los espectadores: en diciembre de 1991, la primera edición de Telediario presentada por Pedro Piqueras y Elena Sánchez Caballero congregaba al 60 % de la audiencia.
En septiembre de 1992, en sustitución de Josep Maria Balcells, se forma el tándem Prats-Blanco al frente de la segunda edición, pareja profesional de gran éxito que consigue duplicar la audiencia de su predecesor (4,5 millones de espectadores, con un 35,8 % de cuota de pantalla en octubre). Tom Martín Benítez se sitúa al frente de la edición nocturna.
En febrero de 1993, Fernando González Delgado y María Escario sustituyen a Rosa María Mateo en el Telediario de fin de semana y en septiembre, Ramón Pellicer hace lo propio con Pedro Piqueras y pasa con Elena Sánchez al TD-2 y Matías Prats y Ana Blanco pasan al TD-1. Pedro Altares llega a la tercera edición.
En abril de 1994 se estrena el Telediario Matinal, conducido por Enrique Peris y Almudena Ariza. Tras estas variaciones no habrá ya más cambios en los Telediarios hasta después de las elecciones generales de 1996, salvo el relevo de Pedro Altares por Eduardo Sotillos en septiembre de 1995. Durante todo el periodo se mantiene la primacía en los índices de audiencia, aunque se van reduciendo progresivamente.

### Los gobiernos de José María Aznar (PP) (1996-2004)

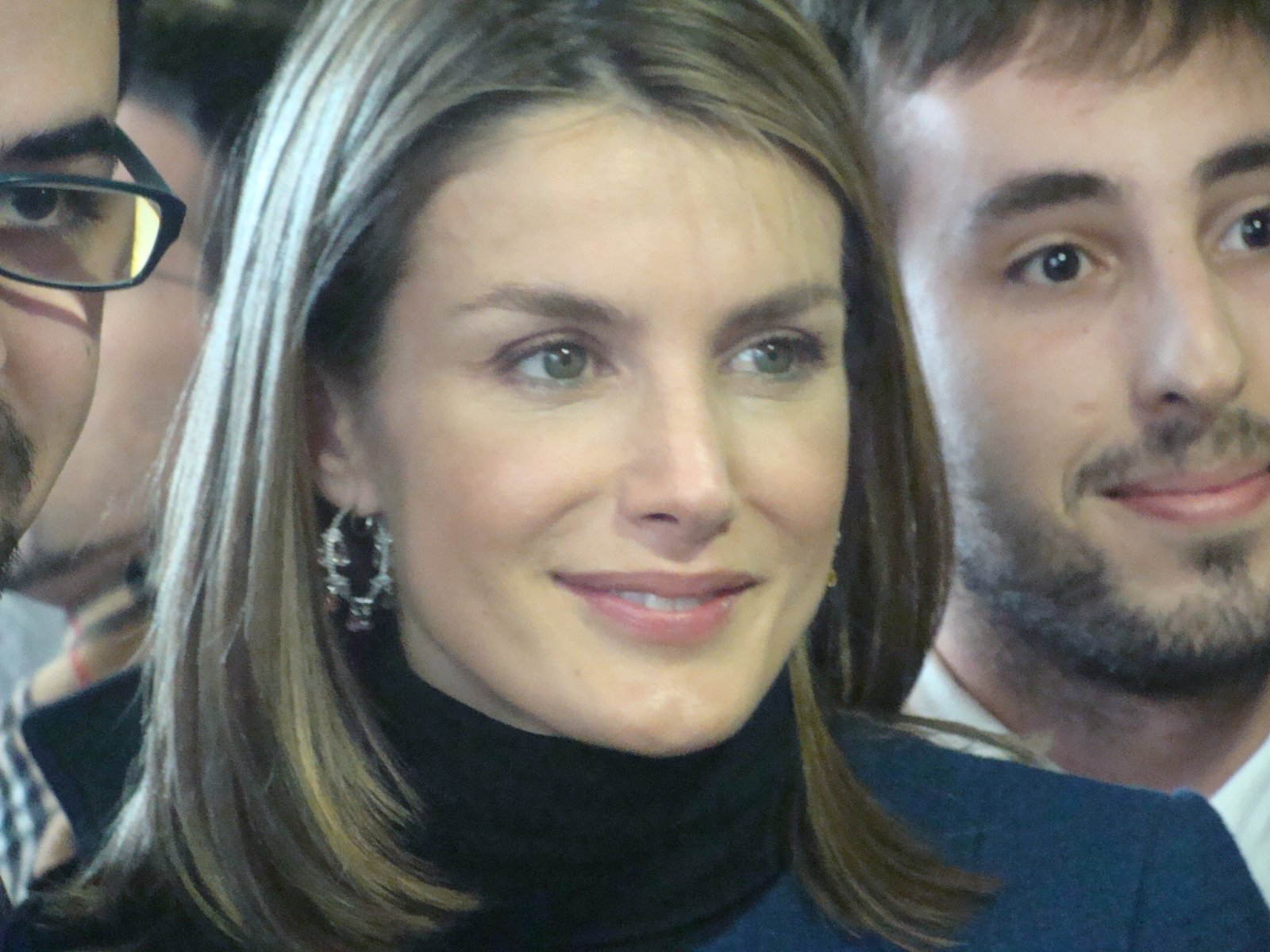
Letizia Ortiz, casada con el Rey de España, Felipe VI, era presentadora de la segunda edición de Telediario cuando se anunció su compromiso matrimonial con el Príncipe en noviembre de 2003.

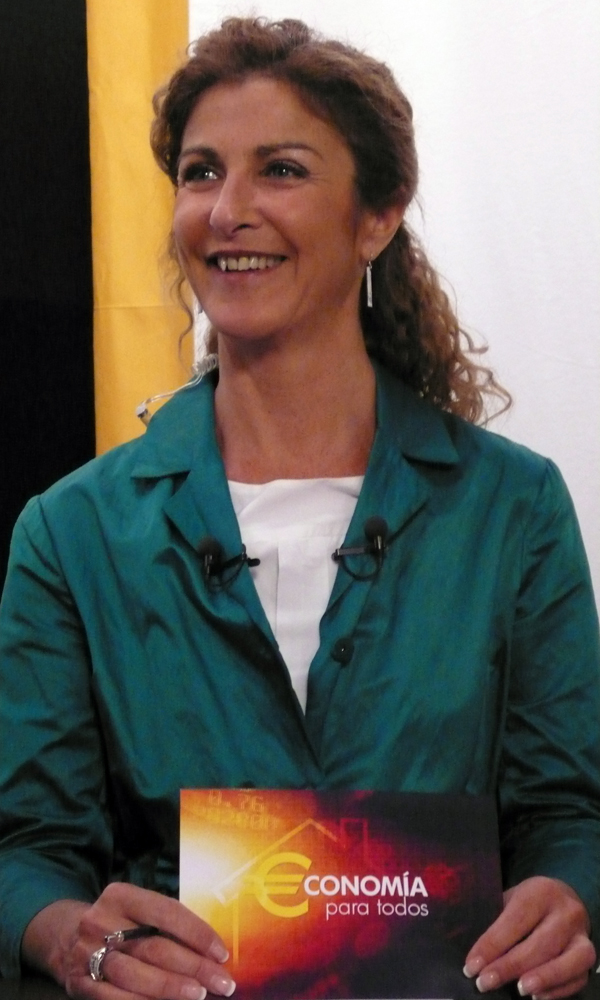
Carmen Tomás, presentadora y directora del TD-3 entre 2000 y 2003.

En los primeros años del Gobierno del Partido Popular, coinciden en la misma persona, Ernesto Sáenz de Buruaga, la dirección de los Servicios Informativos y la dirección y presentación del principal Telediario, el de las 21:00.
Salen de pantalla: Elena Sánchez, Fernando González Delgado, Ramón Pellicer y Eduardo Sotillos. En la primera edición se mantiene Matías Prats junto a Almudena Ariza, en lugar de Ana Blanco que pasa a los fines de semana con Pedro Sánchez Quintana. Jesús Álvarez y María Escario se hacen cargo de la información deportiva de la primera y segunda edición respectivamente. En el Telediario Matinal se sitúan César Macía y Ángeles Bravo. En 1997, el periodista Jenaro Castro, exdirector de informativos de fin de semana de COPE y en la casa desde 1989, se incorpora al Telediario fin de semana como presentador, tras varios meses como editor de esa misma edición. Pocos meses después, en febrero, se incorporaron José Ribagorda y J. J. Santos procedentes de Telecinco a la tercera edición.
El 29 de abril de 1998, tras la marcha de Ernesto Sáenz de Buruaga y Matías Prats a Antena 3, Javier González Ferrari asume la dirección de los Servicios Informativos. Pedro Sánchez Quintana primero y Ana Blanco después, le sustituyen transitoriamente en pantalla hasta el mes de agosto. El 31 de agosto de ese año, Alfredo Urdaci es designado para conducir la segunda edición del Telediario, mientras que Ana Blanco se hace cargo del informativo de las 15:00. Las distancias con respecto a sus competidores se van reduciendo, de manera que por ejemplo en octubre de 1998, TD-1 alcanzaba el 25 % de cuota de pantalla y TD-2 el 26 %.

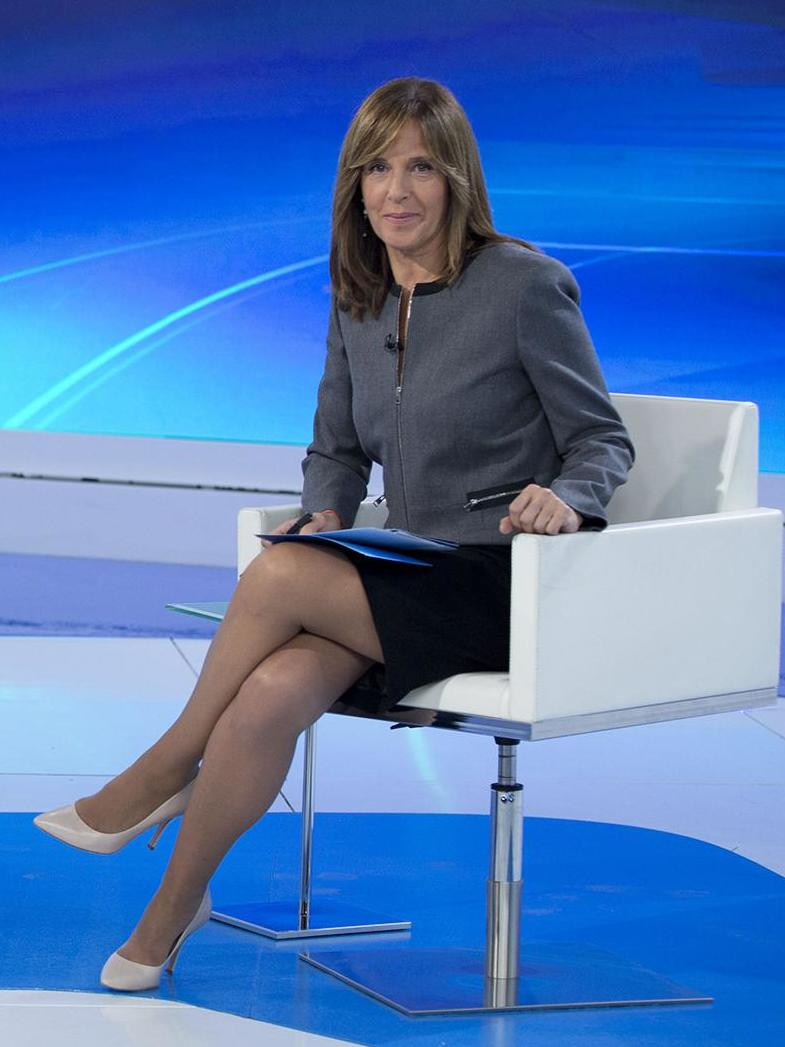
Ana Blanco, presentadora de Telediario durante 31 años, en 1990-1991 y entre 1992 y 2022. Ha trabajado en casi todas sus ediciones: Telediario 1, Telediario 2 y Telediario Fin de Semana.

En enero de 1999 se procede a una nueva remodelación, de forma que Jenaro Castro pasa a acompañar a Ángeles Bravo al frente del Telediario Matinal, sustituyendo a César Macía, el cual pasa presentar junto con Ana Blanco el Telediario 1. En septiembre del mismo año, Ángeles Bravo es sustituida por Begoña Alegría, a la vez que María José Molina se incorpora junto a Pedro Sánchez Quintana al Telediario Fin de Semana, sustituyendo a Almudena Ariza.
El 24 de mayo de 2000, tras el nombramiento de Javier González Ferrari como director general de RTVE, Alfredo Urdaci es nombrado director de los Servicios Informativos de TVE, manteniéndose como presentador del Telediario 2. Por su parte, César Macía y Letizia Ortiz se hacen cargo del Telediario Matinal, mientras que José Ribagorda pasa a presentar el Telediario Fin de Semana en sustitución de Pedro Sánchez Quintana junto a María José Molina, siendo reemplazado al frente del Telediario 3 por Carmen Tomás.
En septiembre de 2001, María José Molina deja el Telediario Fin de Semana y pasa a presentar el Telediario Matinal junto a Antonio Parreño, sustituyendo a César Macía y Letizia Ortiz.
La del 11 de septiembre de 2001 es una jornada histórica para Telediario. Con motivo de la edición especial a consecuencia de los atentados en Nueva York y Washington, se bate el récord de duración en la historia del informativo, con más de siete horas de emisión, desde las 15:00 a las 22:10.
El 8 de septiembre de 2003, cerca de dos meses antes de anunciar su compromiso con Felipe de Borbón, Letizia Ortiz se incorpora a la segunda edición de Telediario con Alfredo Urdaci –hasta el 31 de octubre de 2003–, Josep Puigbó en el TD-1 con Ana Blanco, Beatriz Pérez-Aranda en TD-3 y Helena Resano los fines de semana junto a José Ribagorda.
El 11 de enero de 2004 –dos meses después de que Letizia Ortiz anunciara su compromiso con Felipe de Borbón– se producen algunos ajustes, de forma que Helena Resano pasa a acompañar a Alfredo Urdaci en la segunda edición del Telediario, siendo sustituida los fines de semana por Pilar García Muñiz.
Distintos medios, instituciones y sobre todo, los partidos de la oposición son muy críticos con la presunta falta de neutralidad de los informativos del momento y en especial con la labor de Alfredo Urdaci. El tratamiento informativo dado a la Guerra de Irak es objeto de estudio por la Universidad Carlos III de Madrid y la UNED, que no dudan de calificarlo de «sesgado y alejado de la realidad social».
En febrero de 2003 el PSOE llega incluso a presentar una proposición no de ley en la que solicita la destitución del periodista. En esa época, además, se produce la primera sentencia judicial condenatoria por manipulación informativa, dictada por la Audiencia Nacional como consecuencia de la demanda interpuesta por el sindicato CC.OO. sobre el tratamiento informativo de la huelga general de 20 de junio de 2002 y que Alfredo Urdaci lee en antena el 15 de octubre de 2003, pronunciando el nombre del sindicato en la literalidad de sus siglas («ce ce o o»). El 30 de enero de 2004, la asamblea parlamentaria del Consejo de Europa citó a TVE como ejemplo de clientelismo político y paternalismo estatal.
En cuanto a los índices de audiencia, por primera vez en la historia los informativos de una cadena privada toman la delantera a Telediario. En junio de 2003, Antena 3 Noticias 2 con Matías Prats y Susanna Griso supera en espectadores al informativo de Alfredo Urdaci.

### Los gobiernos de José Luis Rodríguez Zapatero (PSOE) (2004-2011)
El 27 de abril de 2004, tras la victoria del PSOE en las elecciones generales y el nombramiento de Carmen Caffarel como nueva directora general de RTVE, Fran Llorente asume la dirección de los Servicios Informativos, sustituyendo a Alfredo Urdaci.

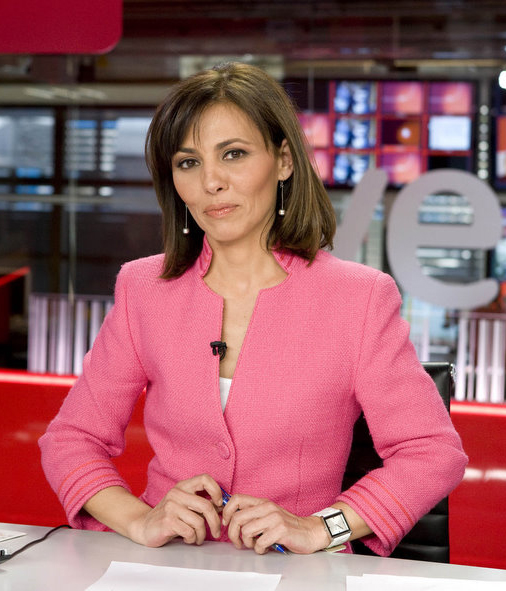
Ángeles Bravo, presentadora del Telediario entre 1996 y 2007.

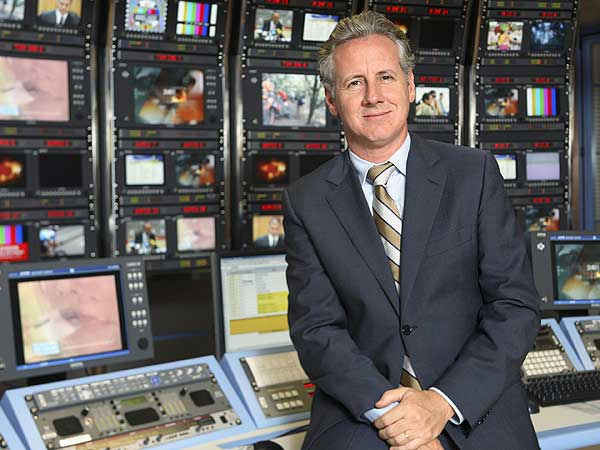
Lorenzo Milá, presentador del Telediario 2 entre 2004 y 2009 y corresponsal en Washington y Roma entre 2009 y 2020.

Salen de pantalla María José Molina, Josep Puigbó, Alfredo Urdaci, José Ribagorda, Pilar García Muñiz y Carmen Tomás. Llorente sitúa a su antiguo compañero en La 2 noticias, Lorenzo Milá al frente del Telediario 2, con Jesús Álvarez primero y María Escario después, en los deportes. Lorenzo Milá permanece hasta julio de 2009, pasando luego a ser el corresponsal de TVE en Washington D. C. A partir de septiembre de ese mismo año, Pepa Bueno (hasta aquel momento directora y presentadora de Los desayunos de TVE) lo sustituye. En esas mismas fechas, María Escario intercambia horario con Sergio Sauca, que pasa a acompañar a Pepa Bueno.
En el Telediario 1 se mantiene Ana Blanco, acompañada por María Escario que se «intercambia» horario con Jesús Álvarez Cervantes, pasando este al Telediario 2. Este cambio duró un año, hasta el 4 de octubre de 2005, regresando así ambos a los horarios en los que permanecían antes de este cambio.

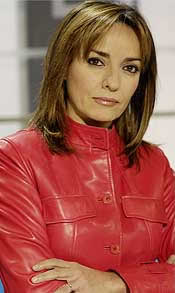
Pepa Bueno, presentadora y editora del Telediario 2 entre 2009 y 2012 y desde 2025.

El Telediario Fin de Semana está en manos de David Cantero, Helena Resano y Sergio Sauca. Helena Resano permanece hasta febrero de 2006, momento en que es fichada por La Sexta, siendo sustituida por María Casado. Desde septiembre de 2009, María Escario presenta el bloque de deportes, sustituyendo a Sergio Sauca que pasa al Telediario 2 de lunes a viernes. En septiembre de 2010, tras el fichaje de David Cantero por Telecinco, la presentación recae en María Casado y Marcos López.
El Telediario 3 recupera a Elena Sánchez, siendo presentadora hasta principios de 2006, cuando es relevada por Ángeles Bravo. En 2007, esta última pasa a presentar la edición matinal del Canal 24 horas, siendo sustituida por Alejandra Herranz procedente de Telecinco, donde ejercía de reportera y presentadora en los informativos de la cadena. Miguel Adrover y Juan Seoane se encargaron de la edición.
Susana Roza y Salvador Martín Mateos, primero con Igor Gómez y desde 2006 con Ana Roldán, presentan el Telediario Matinal.

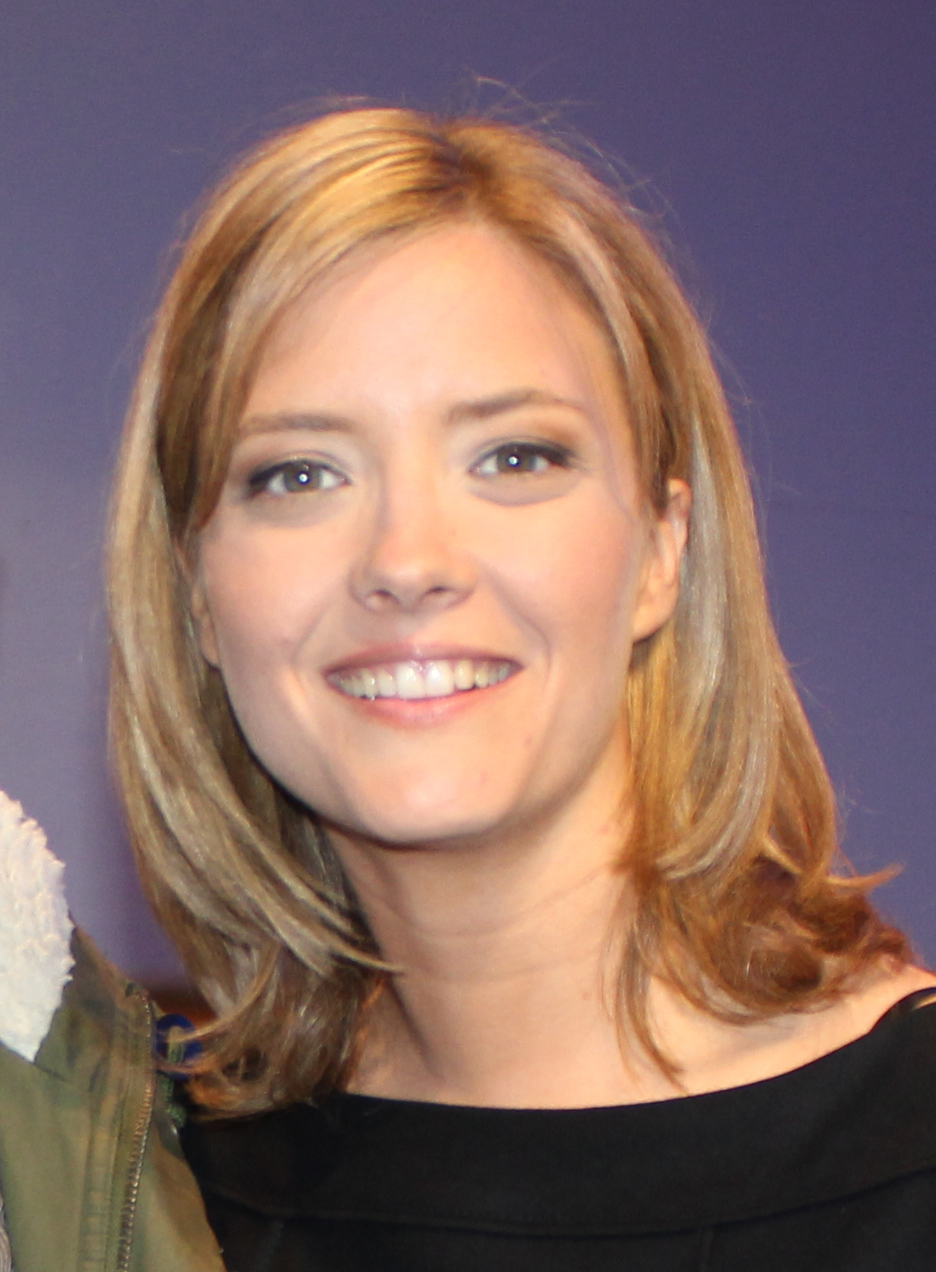
María Casado, presentadora de Telediario Fin de Semana entre 2006 y 2012.

En marzo de 2007, Luis Fernández presidente de RTVE y Javier Pons director de TVE, anuncian el proyecto de construcción de una sede única de RTVE, en la Finca de Retamares, con el objetivo de centralizar todos los servicios de la corporación en un único emplazamiento, lo que hubiese supuesto el traslado de los servicios informativos de Televisión Española a esta nueva sede. Al final este proyecto fue desechado el 15 de diciembre de 2010 en una reunión del Consejo de Administración, por unanimidad de sus miembros, por la crisis económica y a cambio se concretó un proyecto de modernización y renovación tecnológica de las infraestructuras existentes.
En febrero de 2010 y tras 36 años, desaparece el Telediario 3, edición sustituida en un primer momento por la redifusión del espacio La noche en 24 horas del Canal 24 horas y desde 2011 por la emisión de las noticias de dicho canal.
Durante esta etapa, el Telediario es reconocido mundialmente por su «calidad, independencia y pluralidad», recibiendo el Telediario 2 en 2009 el premio al mejor informativo del mundo de los Media Tenor Global TV Awards, superando a los informativos de la BBC, la TF1, la ABC o la RAI, entre otros y recibiendo el segundo puesto de ese mismo premio en 2010, solo superado por los informativos de TF1. En 2011 recibió el Premio Nacional de Televisión.

(Gracias al Telediario) «el público español está en la mejor posición para construir su propia opinión sobre lo que ocurre en España y en el mundo»
Media Tenor, en los Media Tenor Global TV Awards 2009

Ello no cambia a que como es tónica en la historia de la televisión en España independientemente del partido que ocupe el Gobierno, los representantes de la oposición reiteren sus denuncias de manipulación informativa. Así, en febrero de 2006, el Partido Popular llega a solicitar la dimisión de Fran Llorente por la emisión de un reportaje sobre los abusos cometidos en la cárcel de Abu Ghraib (Irak) en el que se «coló» un fotograma de Mariano Rajoy y Ángel Acebes al final o por la emisión el 13 de enero de 2010 de dos vídeos falsos uno sobre Haití y otro sobre una riada en Ciudad Real. Además el principal partido de la oposición denuncia en 2011, una supuesta manipulación informativa en beneficio del PSOE, en función del, a su juicio, desequilibrio desmedido en los tiempos dedicados a informar sobre actividades de los respectivos líderes de ambas formaciones políticas.

### Los gobiernos de Mariano Rajoy (PP) (2011-2018)
El 29 de junio de 2012, luego de la victoria del PP en las elecciones generales y el nombramiento de Leopoldo González-Echenique como nuevo presidente de la Corporación RTVE, Julio Somoano hasta entonces director y presentador de los informativos matutinos de Telemadrid, sustituye a Fran Llorente como director de los Servicios Informativos de TVE.

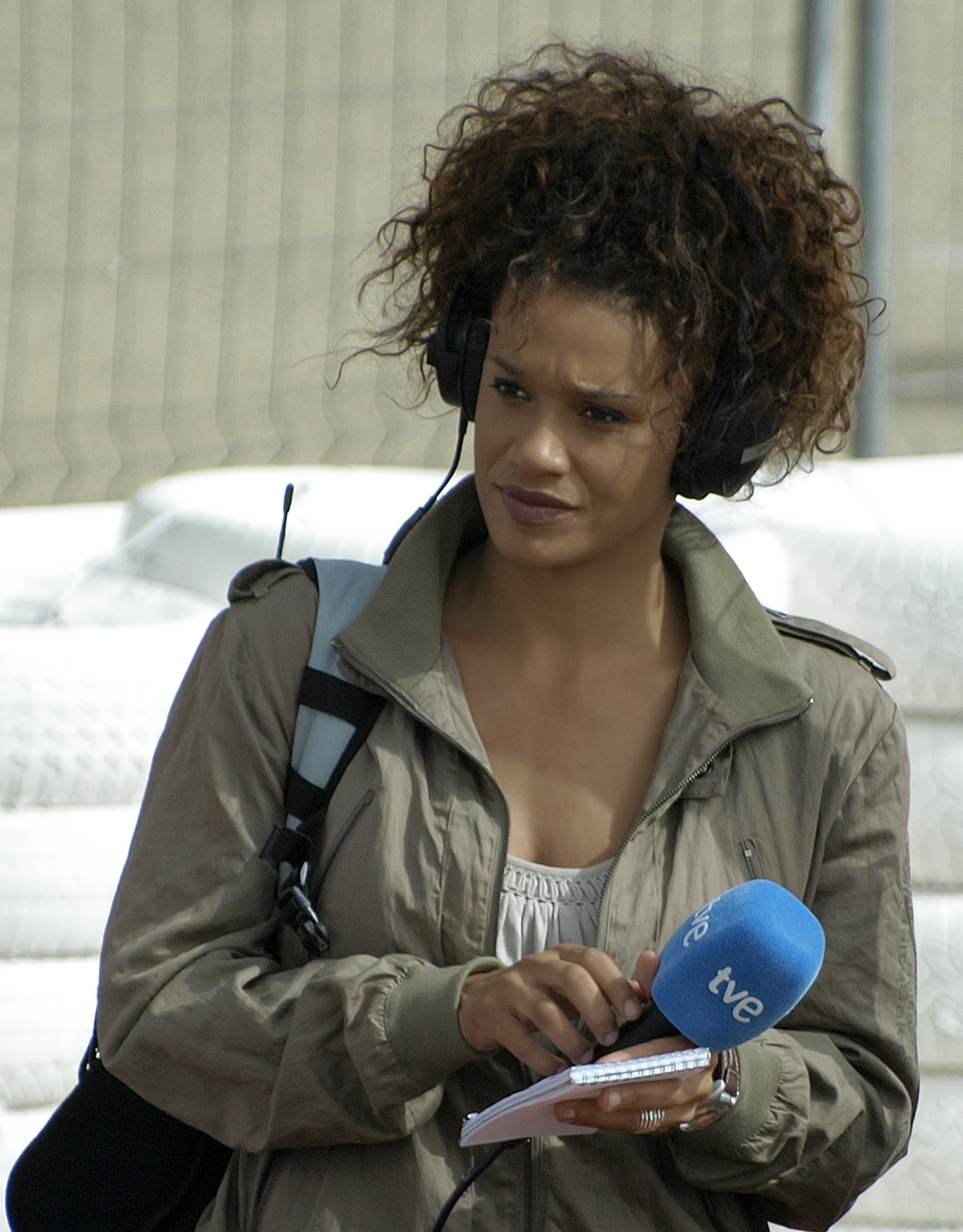
Desirée Ndjambo, presentadora de Deportes en el Telediario Matinal entre 2010 y 2012, y posteriormente en el Telediario 2 entre 2012-2013.

El 20 de agosto de 2012, queda configurada la plantilla de Telediario, permaneciendo: Ana Blanco junto a Jesús Álvarez Cervantes en deportes, en el Telediario 1 y poniéndose frente a la cámara en el Telediario 2, la periodista Marta Jaumandreu en sustitución de Pepa Bueno, junto a Desirée Ndjambo en sustitución de Sergio Sauca en los deportes. En el Telediario Fin de Semana, Marcos López pasa a estar acompañado por Raquel Martínez en sustitución de María Casado a la que se asigna la presentación de Los desayunos de TVE. Finalmente, el Telediario Matinal es conducido por Jesús Amor y Ana Belén Roy, reemplazando a Susana Roza y Ana Roldán, acompañados por Nico de Vicente en el bloque de deportes. Desde septiembre de 2012 con la nueva plantilla, los Servicios Informativos de TVE sufren un descenso de audiencia y algunos medios critican la manipulación del Telediario maquillando los datos de audiencia.

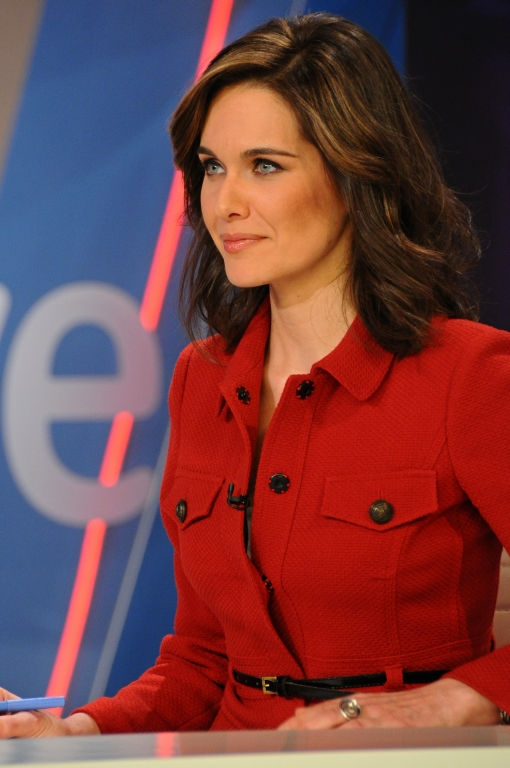
Raquel Martínez, presentadora del Telediario Fin de Semana entre 2012 y 2018.

Distintos analistas, medios y sobre todo, los partidos de la oposición son muy críticos con la presunta falta de neutralidad de los informativos de ese momento. La primera polémica de orden político no tarda ni un mes en llegar y viene motivada por el tratamiento dado a la celebración de la Diada de Cataluña el 11 de septiembre de 2012, noticia que se relega al minuto 20 de emisión del TD-2, provocando la dimisión de la editora Cristina Almandós, siendo ésta sustituida por José Luis Regalado. Este hecho provocó incluso un debate al respecto en sede parlamentaria. Controversias posteriores incluyen el supuesto trato favorable hacia el Gobierno y el PP en noticias relacionadas con el Caso Bárcenas —un tratamiento el cual los partidos de la oposición y varios trabajadores de la redacción de los informativos no dudan en calificar de «zafia manipulación» o de «intento de exculpar al PP»—, así como el presunto veto al partido político Podemos, lo cual provocó que Pablo Iglesias, líder de dicho partido, acusase a Julio Somoano de «haber dado la instrucción de prohibir dar noticias sobre Podemos».
El 8 de enero de 2013 se producen algunos ajustes, de forma que Marcos López pasa a acompañar a Marta Jaumandreu en el Telediario 2, siendo sustituido los fines de semana por Oriol Nolis y Sergio Sauca toma el relevo de Jesús Álvarez Cervantes en la sección de deportes del Telediario 1, tras ser éste nombrado director de Deportes de TVE.
El 29 de enero de 2013, la asamblea parlamentaria del Consejo de Europa mostró igual que lo hizo en el año 2004, su «preocupación» por las «injerencias políticas» a las que presuntamente se ve sometida TVE.
El 18 de julio del mismo año y ante los descensos de audiencia de los Telediarios, se procede a una nueva remodelación, de forma que Ana Blanco tras 15 años ininterrumpidos presentando el Telediario 1, pasa a estar al frente del Telediario 2 en sustitución de Marta Jaumandreu junto a Marcos López y Jesús Álvarez Cervantes que toma el relevo de Desirée Ndjambo en la sección de deportes. El Telediario 1 pasa a ser presentado por Pilar García Muñiz, con Sergio Sauca en deportes. A su vez también se incorpora Roi Groba a la sección de deportes del Telediario Matinal en sustitución de Nico de Vicente.
El 8 de septiembre de 2014, en la presentación de temporada de los Servicios Informativos de TVE, se producen algunos cambios: María Escario, tras casi 30 años presentando informativos en TVE, deja de presentar los deportes del Telediario Fin de Semana tras 5 años en este horario, siendo sustituida por Marc Martín y Arsenio Cañada. A su vez, el Telediario Matinal pasa a ser presentado por Ana Ibáñez y Diego Losada en sustitución de Ana Belén Roy y Jesús Amor. Del mismo modo, Marcos López deja de acompañar a Ana Blanco en el Telediario 2.

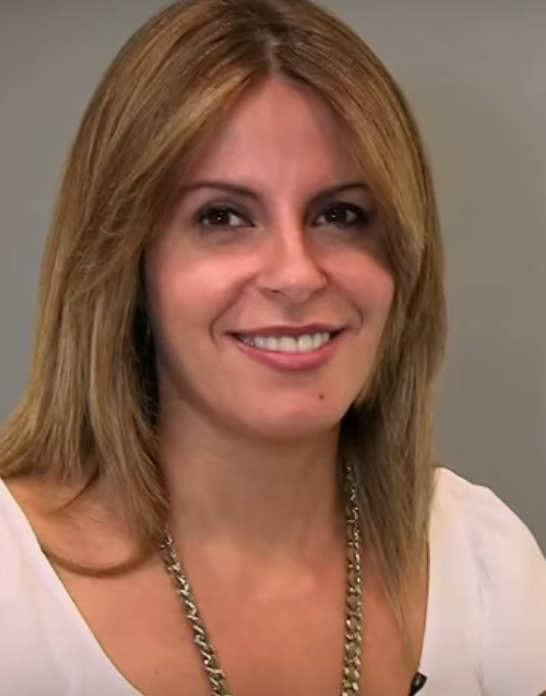
Pilar García Muñiz, presentadora de Telediario Fin de Semana en 2004 y de Telediario 1 desde 2013 hasta 2018.

El 29 de octubre de 2014 tras el nombramiento de José Antonio Sánchez como nuevo presidente de la Corporación RTVE, José Antonio Álvarez Gundín, el por aquel entonces subdirector de Opinión de La Razón, es nombrado nuevo director de los Servicios Informativos de TVE, reemplazando a Julio Somoano. Desde el 25 de octubre de 2014 hasta el 14 de junio de 2015, Lara Siscar sustituye a Raquel Martínez en su baja por maternidad.
El 20 de noviembre de 2014, Oriol Nolis dejó de presentar el Telediario Fin de Semana, siendo sustituido por Pedro Carreño, quien a su vez será el director de dicha edición.

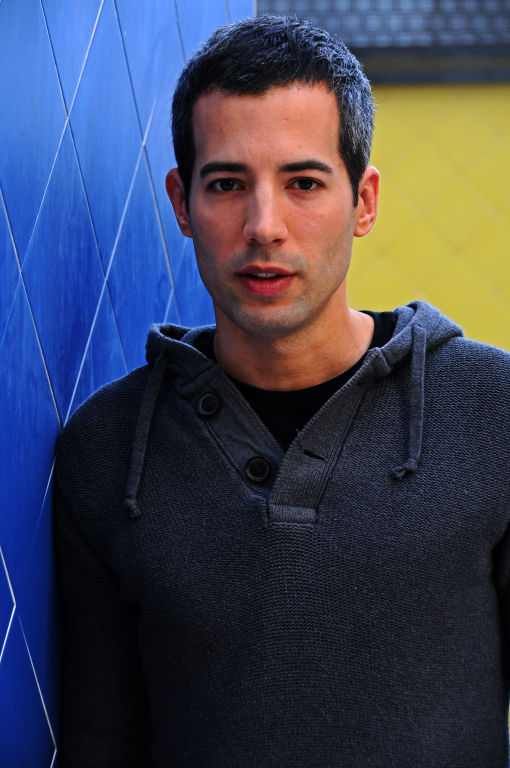
Oriol Nolis, presentador del Telediario Fin de Semana en 2013-2014 y 2018-2019.

El 12 de marzo de 2016, Marc Martín deja de acompañar a Arsenio Cañada en los deportes del fin de semana y es sustituido por Nico de Vicente.
El 1 de septiembre de 2016, en la presentación de la nueva temporada de los Servicios Informativos de TVE, se anuncian algunos cambios: Roi Groba abandona la presentación del bloque de deportes del Telediario Matinal, siendo sustituido por Àngel Pons y Arsenio Cañada se hace cargo en solitario de la sección de deportes del Telediario Fin de Semana.
Otro asunto que fue objeto de polémica fue el tratamiento que se realizó en el Telediario del 3 de enero de 2017 del informe del Consejo de Estado sobre el accidente del Yak-42, en el cual se responsabilizaba al Ministerio de Defensa, entonces comandado por Federico Trillo, de este siniestro. En dicha jornada, no se incluyó este asunto entre los titulares del día, siendo además relegado a los minutos 12 y 17 del TD-1 y el TD-2, respectivamente, haciéndose de manera similar los días posteriores. Por ello, parte de la redacción de informativos consideraron que los jefes de informativos trataron de ‘esconder’ la noticia en el Telediario.
El 4 de septiembre de 2017, Jerónimo Fernández pasa a presentar junto a Ana Ibáñez el Telediario Matinal, reemplazando a Diego Losada, quien dos meses antes había dejado TVE debido a su fichaje por Telemadrid y Estefanía Rey acompaña a Arsenio Cañada en el bloque de deportes del Telediario Fin de Semana.
Respecto a la línea editorial seguida durante el proceso soberanista de Cataluña en 2017, el Consejo de Informativos criticó la cobertura prestada a acontecimientos como la Operación Anubis o a las cargas policiales durante el referéndum de independencia, cuyas consecuencias habían sido minimizadas. Una periodista llegó incluso a informar en directo que un reportero de TVE estaba siendo agredido por un independentista, algo posteriormente desmentido.
Durante este periodo, los Servicios Informativos fueron criticados tanto a nivel interno como externo por presunta falta de pluralismo y objetividad. Bajo la dirección de Álvarez Gundín, los redactores agrupados en el Consejo de Informativos de TVE denunciaron numerosos casos relativos a este asunto, en especial la ocultación de noticias relacionadas con casos de corrupción.

### Los gobiernos de Pedro Sánchez (PSOE) (2018-presente)
El 31 de julio de 2018, tras la llegada del PSOE al gobierno y el nombramiento de Rosa María Mateo como administradora única de RTVE, Begoña Alegría asume la dirección de los Servicios Informativos de TVE, reemplazando a José Antonio Álvarez Gundín.

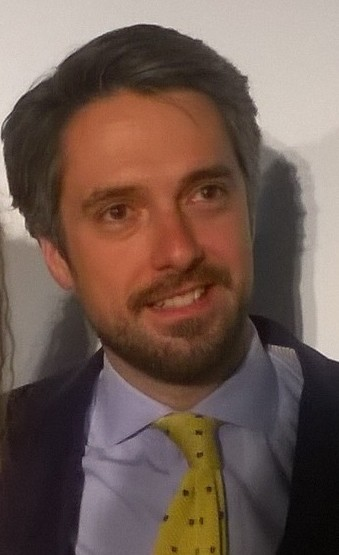
Carlos Franganillo, corresponsal desde 2011 a 2018.

El 29 de agosto de 2018 queda configurada la plantilla de Telediario: Ana Ibáñez permanece al frente del Telediario Matinal, en este caso acompañada por Inma Gómez-Lobo, reemplazando a Jerónimo Fernández y permaneciendo Àngel Pons en el bloque deportivo. Frente al Telediario 1 por su parte volvió a situarse Ana Blanco, regresando 5 años después tras haber presentado este tiempo el Telediario 2, reemplazando a Pilar García Muñiz junto a Raquel González en deportes. A su vez, el Telediario 2 pasa a ser presentado por el hasta entonces corresponsal de TVE en Washington D. C., Carlos Franganillo acompañado por Sergio Sauca, quien a su vez toma el relevo de Jesús Álvarez Cervantes en la sección de deportes. Finalmente, el Telediario Fin de semana recupera a Oriol Nolis como presentador en sustitución de Pedro Carreño y Raquel Martínez, permaneciendo Arsenio Cañada en deportes.
Ana Ibáñez abandona el Telediario Matinal el 23 de octubre de 2018, quedando Inma Gómez-Lobo en solitario al frente del informativo hasta final de temporada.
Lourdes García Campos sustituye a Raquel González en el bloque de deportes del TD 1 desde el 4 de febrero de 2019.

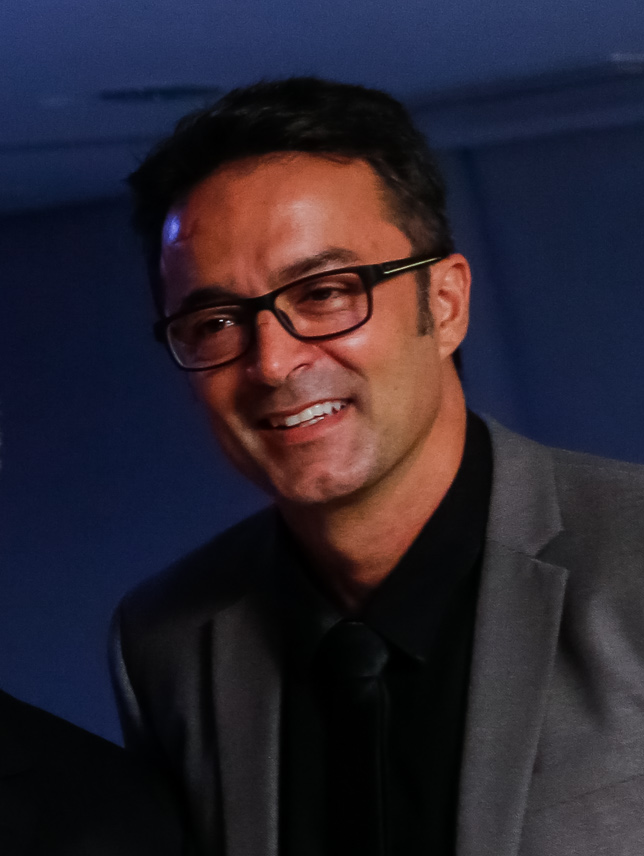
Marcos López, presentador del Telediario entre 2010 y 2014, corresponsal desde 2016 a 2019 y presentador de Deportes desde ese año

Arsenio Cañada se despidió de los deportes del Telediario Fin de semana el 14 de julio de 2019 y el 26 de julio de 2019, Inma Gómez-Lobo y Àngel Pons se despidieron del Telediario Matinal.
El 2 de agosto de 2019, Radiotelevisión Española dio a conocer un ambicioso plan de cambio para los Servicios Informativos de Televisión Española, el Plan Servicios Informativos del siglo XXI. El plan consistía en dotar a los informativos de «tecnología punta» y unificar en una sede los servicios informativos de RTVE: TVE, RNE e Interactivos y crear mayores «sinergias» y «eficiencia». El proyecto firmado por la administradora provisional única el 30 de julio de 2019 y (paralizado por la crisis sanitaria mundial), estaba dividido en dos grandes fases de desarrollo. La primera para diciembre de 2021 que consistía en trasladar los informativos diarios y el Canal 24 horas a dos de los nuevos estudios construidos en los Estudios de Prado del Rey. En este tiempo se preveía construir un nuevo edificio que albergara a la redacción y demás servicios que hay en Torrespaña. Este nuevo edificio se iba a construir en el espacio ahora vacío, donde antes estaban los estudios de color. De ahí se iba a pasar a la segunda fase, al segundo semestre de 2024, donde se iba hacer el traslado definitivo del resto de servicios que alberga Torrespaña: informativos no diarios, deportes, interactivos, controles, etc. Terminando así con casi cuatro décadas de emisiones de Telediario desde El Pirulí. Pero finalmente este plan quedó abortado por la crisis sanitaria y se sustituyó por otro plan de modernización de las instalaciones existentes; de hecho el 11 de enero de 2021 en los Telediarios y 12 de enero de 2021 en los Informativos Territoriales —fechas finalmente pospuestas al 15 de febrero en los Telediarios y 16 de febrero de 2021 en los Informativos Territoriales, debido a la borrasca Filomena—, RTVE acometió la mayor revolución estética en los Telediarios en los últimos trece años con estreno de formato narrativo, sintonía, grafismos, un moderno decorado más amplio que el anterior, con una gran pantalla de fondo gracias al que se implementó un avanzado tratamiento de imagen con la llegada de la realidad aumentada. Para hacer realidad todo esto, el plató se trasladó del estudio A-1 al A-2 después de 37 años en ese emplazamiento.
El 2 de septiembre de 2019 se incorporan al TD-Matinal, Sirún Demirjian como presentadora y Lara Gandarillas en el bloque de deportes, mientras que Silvia Laplana se mantiene en el tiempo. En el TD-1 se mantienen Ana Blanco, Lourdes García Campos en deportes y Albert Barniol en el tiempo. En el TD-2 se mantienen Carlos Franganillo, Sergio Sauca en deportes y Mònica López en el tiempo. En el TD-Fin de semana se incorporan Lluís Guilera y Lara Siscar como presentadores y Marcos López como nuevo presentador de deportes, mientras que Martín Barreiro se mantiene en el tiempo.
El 4 de septiembre de 2019, Rosa María Mateo nombra a Enric Hernández director de Información y Actualidad. Desde ese puesto dirige los informativos de RTVE.
El 3 de diciembre de 2019, Enric Hernández, director de Información y Actualidad de Radiotelevisión Española, nombra a Almudena Ariza nueva directora de Informativos de Televisión Española, nombramiento que posteriormente rechaza la periodista el 16 de diciembre de 2019, después del referéndum no vinculante al que se somete normalmente cada nueva dirección de informativos de Televisión Española desde 2012. El 2 de enero de 2020, Enric Hernández asume la dirección de Informativos de TVE reemplazando a Begoña Alegría, manteniendo a su vez el cargo de director de Información y Actualidad.
El 29 de mayo de 2020, Mònica López se despide tras 12 años como directora del Área de Meteorología de TVE y presentadora de la segunda edición de El tiempo, para emprender una nueva etapa profesional en TVE. Albert Barniol, hasta ese momento subdirector, asume la dirección del departamento de meteorología y la presentación de la segunda edición de El tiempo y Ana de Roque se encarga de la primera edición de El tiempo desde el 1 de junio de 2020. El 15 de junio de 2020 se incorporan al equipo de El tiempo, Núria Seró y Marc Santandreu.
El 31 de mayo de 2020, Lluís Guilera abandona la edición y presentación de los Telediarios Fin de semana para asumir la dirección y presentación del programa La pr1mera pregunta desde el 26 de septiembre de 2020. Lara Siscar se queda transitoriamente en solitario al frente de las ediciones de fin de semana con Miguel Ángel Hoyos como editor.
El 1 de junio de 2020 regresa el bloque de deportes a los Telediarios, tras tres meses de ausencia por la crisis sanitaria originada por el COVID-19. Rubén Briones sustituye a Lara Gandarillas en la presentación del bloque de deportes del Telediario Matinal y Arsenio Cañada se hace cargo del bloque de deportes de la segunda edición del Telediario en sustitución de Sergio Sauca. El 13 de junio de 2020, regresa el bloque de deportes a los Telediarios Fin de semana con Marcos López.
El 7 de julio de 2020, Josep Vilar Grèvol, quien hasta ese momento había sido el director de Contenidos de Programas Informativos de TVE, es nombrado nuevo director de Informativos de TVE, tomando el relevo de Enric Hernández.
El 7 de septiembre de 2020 se estrena nueva temporada en los Informativos de TVE, apostando por la continuidad. Los cambios que hay son en el Telediario Matinal y en el equipo de meteorología. En el caso del primero estrena editor, Manuel López del Cerro y una pequeña alteración en su horario, pues finaliza a las 8:00 horas, pero se retoma a las 8:05 horas tras un breve avance de La hora de La 1 bajo esta última marca y en el caso del segundo, Andrés Gómez y Marc Santandreu comparten el Telediario Matinal y el Telediario Fin de semana; Silvia Laplana al Telediario 1 y Albert Barniol continúa en el Telediario 2; completan este equipo, Ana de Roque en Informativos Territoriales y Núria Seró en el 24 horas.
A finales de abril de 2021 y durante el mes de mayo, Carlos Franganillo se acoge a una baja por paternidad, hecho que le impide presentar tanto el Telediario 2 como el programa especial de las Elecciones a la Asamblea de Madrid de 2021. Su ausencia en el Telediario 2 es cubierta por Ana Roldán, su sustituta principal, desde el 26 de abril hasta el 4 de junio, mientras que en el especial electoral fue sustituido por Xabier Fortes. Franganillo se reincorporó al TD-2 el lunes 7 de junio.
Desde el 3 de mayo al 22 de julio de 2021, Álex Barreiro sustituye a Sirún Demirjian en el Telediario Matinal debido a su baja laboral.
El 26 de mayo de 2021, dos meses después del nombramiento de José Manuel Pérez Tornero como nuevo presidente de RTVE, Mamen del Cerro es nominada como nueva directora de Contenidos Informativos de RTVE, reemplazando a Enric Hernández. Pero el 9 de junio de 2021, el nombramiento de Mamen del Cerro finalmente no se oficializa.
El 28 de junio de 2021, José Manuel Pérez Tornero propone al Consejo de Administración de RTVE, el nombramiento de Esteve Crespo como nuevo director de Contenidos Informativos de RTVE, que a su vez nombró a Pau Fons, director de Informativos de TVE en sustitución de Josep Vilar, tomando ambos posesión de sus cargos el 2 de agosto de 2021.
El 30 de agosto de 2021 se presentó la temporada 2021/22 de los Informativos de RTVE. En la presentación, José Manuel Pérez Tornero, presidente de la Corporación y Esteve Crespo, director de Contenidos informativos, desgranaron los objetivos para la temporada. Álex Barreiro se suma a Sirún Demirjian en el TD-Matinal, que adelanta su hora de inicio a las 6:00 y finaliza a las 8:30, teniendo así la mayor duración de las últimas nueve temporadas (2012/13). Diego Losada se incorpora al TD-Fin de semana con Lara Siscar y Marcos López (deportes) y por último, Ana Blanco y Lourdes García Campos (deportes) y Carlos Franganillo y Arsenio Cañada (deportes) continúan en el TD-1 y TD-2 una temporada más. Por su parte, el equipo de meteorología continúa capitaneado por Albert Barniol (TD-2) y formado por Silvia Laplana (TD-1), Arnaitz Fernández y Núria Seró (Canal 24 horas), Marc Santandreu (TD-Matinal) y Andrés Gómez (TD-Fin de semana), Martín Barreiro (La hora de La 1) y Ana de Roque (Informativos Territoriales).
El 7 de marzo de 2022, Diego Losada abandona la presentación del TD-Fin de semana y se marcha a Mediaset España, siendo sustituido por Igor Gómez Maneiro desde el 12 de marzo de 2022.
El 23 de mayo de 2022, Josep Vilar sustituyó a Esteve Crespo al frente de la dirección de Contenidos Informativos de RTVE. Por su parte, Pau Fons dejó de ser director de Informativos de TVE el 1 de julio de 2022.
El 15 de julio de 2022, Ana Blanco presenta el Telediario de Televisión Española por última vez tras 31 años y más de 7400 informativos presentados. Por su parte, Mònica López vuelve a asumir la dirección del departamento de meteorología de RTVE y la presentación de la segunda edición de El tiempo desde el 12 de septiembre de 2022.
La temporada 2022/23 se mantiene casi con los mismos presentadores de la temporada anterior. Sirún Demirjian y Álex Barreiro continúan en el Telediario Matinal y a ellos se suma Carola Serrano en el bloque de deportes. Este TD que pasa a finalizar a las 8:00, mantiene su hora de inicio a las 6:00. El Telediario 1 pasa a manos de Alejandra Herranz en sustitución de Ana Blanco, con Ana Ibáñez en los deportes en sustitución de Lourdes García Campos. La primera edición de El tiempo conducida de nuevo por Albert Barniol dos años después, con la colaboración de Silvia Laplana, pasa a emitirse a las 14:50 de lunes a viernes, modificando así su horario. El Telediario 2 sigue contando con Carlos Franganillo y Arsenio Cañada, con Mònica López al frente de la segunda edición de El tiempo que pasa a durar entre 5 y 6 minutos. Y los Telediarios Fin de semana continúan presentados por Igor Gómez Maneiro y Lara Siscar con Marcos López en los deportes. El equipo de meteorología vuelve a estar liderado por Mònica López (TD 2) y conformado por ella misma, Albert Barniol (TD 1), Silvia Laplana (TD 1), Marc Santandreu (TD Matinal), Ana de Roque (CC. TT. y 24h), Núria Seró (24h), Andrés Gómez (TD FDS y 24h FDS) y Martín Barreiro, esporádicamente.
El 12 de diciembre de 2022, Mònica López abandonó la presentación de El tiempo 2 —pero no la dirección del Área de Meteorología de TVE— para presentar desde el 23 de enero de 2023, Ahora o nunca en La 1 de TVE. Desde el 13 de enero de 2023, la primera edición de El tiempo regresa a su horario habitual, a las 16:15, con Albert Barniol, mientras que Silvia Laplana sustituye a Mònica López en la segunda edición de El tiempo.
En la temporada 2023/24, los Telediarios siguen contando con casi el mismo equipo que en la temporada anterior, con Sirún Demirjian y Álex Barreiro (Telediario Matinal), Alejandra Herranz (Telediario Primera Edición), Carlos Franganillo (Telediario Segunda Edición) e Igor Gómez y Lara Siscar (Telediario Fin de Semana Primera y Segunda Edición) al frente de la información general; Paula Murillo (Telediario Matinal), Ana Ibáñez (Telediario Primera Edición), Lara Gandarillas (Telediario Segunda Edición) y Marcos López (Telediario Fin de Semana Primera y Segunda Edición) en el bloque deportivo y Andrés Gómez (Telediario Matinal y 24h), Irene Santa (La hora de La 1), Ana de Roque (Informativos Territoriales y 24h), Albert Barniol (Telediario Primera Edición), Núria Seró (24h), Silvia Laplana (Telediario Segunda Edición) y Martín Barreiro (Telediario Fin de Semana Primera y Segunda Edición), al frente de El tiempo. 
El 16 de noviembre de 2023, Carlos Franganillo presenta por última vez el Telediario Segunda Edición. Cuatro días después, Mediaset España anuncia su incorporación al grupo en el mes de enero de 2024, para dirigir Informativos Telecinco y presentar y dirigir la segunda edición de los informativos de la cadena. Ese mismo día, Franganillo no sale en pantalla porque anteriormente ya había pedido unos días de vacaciones, se decide que no presente más y que realice labores de redacción hasta que empiece la excedencia voluntaria que ha pedido a RTVE –el 13 de diciembre de 2023– y que Ana Roldán se haga cargo del informativo hasta el 12 de enero de 2024, siendo Marta Carazo la nueva conductora del TD-2 desde el 15 de enero de 2024.
La temporada 2024/25, cuya fecha de comienzo es el 9 de septiembre de 2024, no presenta apenas variaciones con respecto a la anterior, salvo el recorte de duración del Telediario Segunda Edición hasta los 40 minutos.
Desde enero a junio de 2025, Cristina Pampín sustituyó a Sirún Demirjian en el Telediario Matinal junto con Álex Barreiro.
En abril de 2025, el Telediario 1 reduce su duración hasta los 40 minutos, comenzando a las 14:57 y finalizando (incluyendo Deportes y El tiempo) a las 15:40.
El 27 de junio de 2025, Marta Carazo abandona RTVE y presenta por última vez el Telediario 2 para pasar a ser jefa de la Secretaría de Su Majestad la Reina Letizia, haciéndose cargo transitoriamente del informativo Ana Roldán y Lluís Guilera.Al mes siguiente se comunica que Pepa Bueno regresa a TVE para hacerse cargo de nuevo del Telediario 2 desde el mes de septiembre del mismo año.
El 21 de julio de 2025, en la rueda de prensa de RTVE, con motivo de la presentación de los cambios de los Informativos de TVE a partir del 1 de septiembre de 2025, se comunica la llegada de Lorena Baeza al Telediario Matinal con Álex Barreiro en sustitución de Sirún Demirjian, las de Marc Sala y Lourdes Maldonado a los Telediarios Fin de semana en lugar de Igor Gómez y Lara Siscar y el regreso de Pepa Bueno a la edición y presentación del Telediario 2 cerca de década y media después. Por su parte, Alejandra Herranz se mantiene en el Telediario 1.

## Marco jurídico
Los principios que orientan la realización de este informativo vienen recogidos en el ordenamiento jurídico español, por mandato del propio texto constitucional que en su artículo 20 ordena que «La Ley regulará la organización y el control parlamentario de los medios de comunicación social dependientes del Estado o de cualquier ente público y garantizará el acceso a dichos medios de los grupos sociales y políticos significativos, respetando el pluralismo de la sociedad y de las diversas lenguas de España».
La norma que durante 27 años rigió el funcionamiento de la televisión pública en España (Ley 4/1980 de 10 de enero, de Estatuto de la Radio y la Televisión) recogía en su artículo 4 el mandato de mantener «la objetividad, veracidad e imparcialidad de las informaciones.» Por su parte, la vigente Ley 17/2006 de 5 de junio, de la radio y la televisión de titularidad estatal ordena a TVE en su artículo 3 «Garantizar la información objetiva, veraz y plural, que se deberá ajustar plenamente al criterio de independencia profesional y al pluralismo político, social e ideológico presente en nuestra sociedad, así como a la norma de distinguir y separar, de forma perceptible, la información de la opinión».

## Estructura
Responde al esquema tradicional de cualquier programa informativo: La apertura se corresponde con imágenes y breve comentario de la noticia más importante. Seguidamente se presenta el sumario o titulares de los elementos que compondrán el contenido del informativo. Sin perjuicio de variaciones según la relevancia de los acontecimientos a comunicar, el orden habitual responde al esquema: Política-Economía-Nacional, Internacional, Sucesos, Sociedad y finalmente Deportes, que cuenta con su propio presentador. El noticiario suele cerrarse con una noticia curiosa o amable.
En un estudio del Telediario emitido el día 14 de diciembre de 2005 se destaca la siguiente distribución de minutos dedicados a cada bloque: Internacional (20 %), Nacional (7 %), Economía (14 %), Sociedad (29 %), Cultura (8 %), Otros (4 %)y Deportes (19 %). Con distintos parámetros un estudio de 2009 concluye la siguiente distribución: Política (25 %), Economía (11 %), Sucesos (6 %), Sociedad (23 %), Medio Ambiente (2 %), Otros (7 %).
En cualquier caso, este esquema ha sido con frecuencia objeto de análisis, poniéndose de relieve que en la evolución de contenidos desde 1990 y como consecuencia del nacimiento de las cadenas privadas y en aras de la competencia, se ha incrementado notablemente el tiempo dedicado a sucesos, curiosidades y sobre todo deporte, aumentando en consecuencia el tiempo de emisión de los 30 minutos tradicionales a los 45-60 desde la última década del siglo XX. Asimismo, se ha constatado un incremento en el número de noticias que pasaron de 14 por edición en 1989 a entre 25 y 30 en 2002.

## Estilo
La figura del conocido como busto parlante —mero lector de noticias— marcó desde sus inicios el estilo de presentación de noticias en Telediario y en algunos foros académicos aún se considera como orientación esencial en el estilo del noticiario. La circunstancia de que el ordenamiento jurídico ordene expresamente una clara separación entre información y opinión ha impedido a lo largo de los años que Telediario haya contado con analistas en plató como ocurría en los años 1990 en los informativos de Antena 3 o Telecinco.
Por razones análogas, tampoco el denominado Telediario de autor, como los de José María Carrascal en Antena 3 en la primera mitad de la década de 1990 o Iñaki Gabilondo en Cuatro, la segunda mitad de los años 2000, ha tenido especial predicamento en Televisión Española. Tan solo han merecido tal calificativo los de Felipe Mellizo (1984-1985), Luis Carandell (1985-1987) y Pedro Altares (1993-1995).
A lo largo de su historia, se han alternado indistintamente las fórmula de presentación por un único periodista o bien por un tándem de presentadores que se suceden ante la cámara. La primera de las opciones ha sido casi la única que se ha mostrado en el Telediario 3 y la segunda ha primado en el Telediario Matinal y el Telediario Fin de Semana. En cuanto al Telediario 1 y Telediario 2, el presentador único fue inusual hasta la década de 2000, aunque se ha impuesto desde entonces: Ana Blanco (1998-1999; 2000-2003; 2004-2013; 2014-2022), Lorenzo Milá (2004-2009), Pepa Bueno (2009-2012), Marta Jaumandreu (2012) y Pilar García Muñiz (2013-2018). En cuanto a los deportes, hasta 2014 siempre los conducía un presentador.
Desde septiembre de 2014, se implanta la pareja de presentadores en la edición de deportes del fin de semana, primero con Marc Martín y Arsenio Cañada; después, Nico de Vicente releva a Marc Martín de marzo a agosto de 2016 y Arsenio Cañada asume la presentación del bloque deportivo en solitario, durante la siguiente temporada. De septiembre de 2017 a agosto de 2018, Estefanía Rey se une a Arsenio Cañada en los deportes de fin de semana.
Arsenio Cañada primero, desde septiembre de 2018 a julio de 2019 y Marcos López, el relevo de Cañada desde septiembre de 2019, conducen en solitario los deportes del fin de semana, tal como ocurre en el resto de ediciones de Telediario.

## Equipo

### Telediario Matinal
- Información general: Álex Barreiro y Lorena Baeza
- Deportes Telediario Matinal: Marcos Fernández y Paula Murillo
- El tiempo Telediario Matinal: Irene Santa, Andrés Gómez, Marc Santandreu, Silvia Laplana y Martín Barreiro
- Suplencias: Andrés Rubio y Pedro San Miguel

### Telediario 1
- Información general: Alejandra Herranz
- Deportes Telediario 1: Ana Ibáñez
- El tiempo Telediario 1: Albert Barniol, Silvia Laplana, Ana de Roque, Mònica López, Andrés Gómez, Marc Santandreu, Irene Santa y Martín Barreiro
- Suplencias: Igor Gómez, Lara Siscar, Paco Caro, Rubén Briones, Nico de Vicente y Marcos López

### Telediario 2
- Información general: Pepa Bueno
- Deportes Telediario 2: Lara Gandarillas
- El tiempo Telediario 2: Mònica López, Silvia Laplana, Albert Barniol, Ana de Roque, Andrés Gómez, Marc Santandreu, Irene Santa y Martín Barreiro
- Suplencias: Lluís Guilera, Ana Roldán, Igor Gómez, Lara Siscar, Paco Caro, Rubén Briones, Nico de Vicente y Marcos López

### Telediario Fin de Semana 1 y 2
- Información general: Marc Sala y Lourdes Maldonado
- Deportes Telediario Fin de Semana 1 y 2: Marcos López
- El tiempo Telediario Fin de Semana 1 y 2: Martín Barreiro, Andrés Gómez, Silvia Laplana, Ana de Roque, Irene Santa, Albert Barniol y Mònica López
- Suplencias: Marina Ribel, Sirún Demirjian, Álex Barreiro, Nico de Vicente, Rubén Briones y Paco Caro

### Listado histórico de equipo
A continuación se presenta el listado de presentadores de Telediario desde el inicio de emisiones en 1957:

#### Presentadores de información general
- Adela Cantalapiedra (1978-1985)
- Alberto Delgado (1970-1981)
- Alejandra Herranz (2008-2012; 2018-presente)
- Alfredo Urdaci (1998-2004)
- Almudena Ariza (1996-1999)
- Ana Blanco (1990-1991; 1992-2022)
- Ana Ibáñez (2014-2018)
- Ana Roldán (2006-2012; 2018-presente)
- Ana Belén Roy (2012-2014; 2017)
- Álex Barreiro (2017; 2018-presente)
- Ana Rosa Quintana (1982-1983)
- Andrés Aberasturi (1988)
- Ángeles Bravo (1996-1997; 2006-2007; 2010-2012)
- Ángeles Caso (1984-1986)
- Anna Castells (1989-1990)
- Antonio Martín Benítez (1980-1990)
- Antonio Parreño (2001-2005)
- Baltasar Magro (1983-1984)
- Beatriz Pérez Aranda (2003-2004)
- Begoña Alegría (1999-2000)
- Blanca Álvarez (1957-1969)
- Blanca Gala (1968-1969)
- Carlos Franganillo (2018-2023)
- Carlos Herrera Crusset (1985)
- Carmen Tomás (2000-2003)
- César Macía (1996-2001)
- Clara Isabel Francia (1976-1981)
- Concha García Campoy (1985-1987)
- Cristina García Ramos (1977-1981)
- Cristina Pampín (2025)
- David Cantero (2004-2010)[210]
- David Cubedo (1957-1970)
- Diego Losada (2014-2017; 2021-2022)
- Eduardo Sancho (1956-1966)
- Eduardo Sotillos (1976-1977; 1995-1996)
- Elena Sánchez (1986-1996; 2004-2006)
- Ernesto Sáenz de Buruaga (1996-1998)
- Felipe Mellizo (1984-1985)
- Fernando González Delgado (1993-1996)
- Florencio Solchaga (1971-1975)
- Francine Gálvez (1990-1991)
- Francisco Lobatón (1985-1987)
- Gustavo Cantolla (1970-1990)[211]
- Helena Resano (2004-2006)
- Igor Gómez Maneiro (2004-2006; 2022-2025)
- Inma Gómez-Lobo (2018-2019)
- Iñaki Gabilondo (1981)
- Isabel Tenaille (1987)
- Jana Escribano (1982)
- Javier Vázquez (1973-1975)
- Jenaro Castro (1997-2004)
- Jerónimo Fernández (2017-2018)
- Jesús Álvarez García (1957-1967)
- Jesús Amor (2012-2014)
- Jesús Hermida (1990-1991)
- Joaquín Arozamena (1981-1984)
- José Miguel Flores (1978-1979)
- José Ribagorda (1997-2004)
- José Luis Uribarri (1961-1962)
- Josep Maria Balcells (1991-1992)
- Josep Puigbó (2003-2004)
- Julio César Fernández (1968-1970)
- Lalo Azcona (1976-1977)
- Lara Siscar (2013-2015; 2019-2025)
- Letizia Ortiz (2001-2003)
- Lluís Guilera (2018-2020; 2025)
- Lorena Baeza (2025-presente)
- Lorenzo Milá (2004-2009)
- Lourdes Maldonado (2025-presente)
- Luis Carandell (1985-1987)
- Luis de Benito (1987-1988)
- Luis Mariñas (1982-1989)
- Manuel Almendros (1969-1976; 1981)
- Manuel Campo Vidal (1983-1987)
- Marc Sala (2025-presente)
- Marcos López (2010-2014)
- Mari Carmen García Vela (1975-1978; 1981-1983)
- María Casado Paredes (2006-2012; 2017)
- María Escario (1993-1996)
- María José Molina (1999-2004)
- Mari Pau Domínguez (1988-1990)
- María San Juan (1988-1989)
- Marta Jaumandreu (2012-2013; 2014-2018; 2020)
- Marta Carazo (2024-2025)
- Matías Prats Luque (1976-1998)
- Miguel Adrover (1989-1990)
- Miguel Sanchís (1969-1973)
- Montserrat Balfegó (1993-1995)
- Nieves Romero (1976-1977)
- Olga Barrio (1988-1989)[212]
- Olga Lambea (2014-2018; 2019)
- Oriol Nolis (2013-2014; 2018-2019)
- Paco Montesdeoca (1984-1985)
- Pedro Altares (1993-1995)
- Pedro Carreño (2014-2018)
- Pedro Macía (1972-1976)
- Pedro Meyer (1978-1983)
- Pedro Piqueras (1988-1993)
- Pedro Sánchez Quintana (1996-2000)
- Pepa Bueno (2009-2012; 2025-presente)
- Pepe Navarro (1984)
- Pilar García Muñiz (2004; 2013-2018)
- Rafael Ortega (1982-1983)
- Ramón Pellicer (1993-1996)
- Ramón Sánchez-Ocaña (1972-1975)
- Raquel Martínez (2012-2018)
- Ricardo Fernández Deu (1976-1977)
- Rolando Gómez de Elena (1969-1977)[213]
- Rosa María Artal (1983)
- Rosa María Mateo (1973-1993)
- Sandra Sutherland (1994-1997)
- Santiago López Castillo (1982-1983)
- Santiago Vázquez (1961-1973)
- Secundino González (1982-1987)
- Sirún Demirjian (2017; 2018; 2019-2025)
- Susana Roza (2004-2012)
- Tello Zurro (1978-1985)
- Teresa Castanedo (1988-1989)
- Victoria Prego (1981-1982)

#### Presentadores de información deportiva
- Alberto Freile (2020-2022)
- Ana Ibáñez (2022-presente)
- Andrés Rubio (2023-presente)
- Àngel Pons (2016-2019)
- Arsenio Cañada (2014-2019; 2020-2023)
- Carola Serrano (2022-2023)
- Desirée Ndjambo (2010-2013)[214]
- Esperanza Solano (1985-2001)
- Estefanía Rey (2016-2018)
- Igor Gómez Maneiro (2000-2004)
- Izaskun Ruiz (2008-2013)
- Javier Alba (1999-2002)
- Jesús Álvarez Cervantes (1976-2018)[215]
- José Ignacio Menchero (2018-2021)
- J. J. Santos (1997-2000)
- Juan Carlos Rivero (2014)
- Julián Reyes Mulero (1997-2018)
- Lara Gandarillas (2016-presente)
- Lourdes García Campos (2019-2022)
- Marc Martín (2014-2016)
- Marcos Fernández (2023-presente)
- Marcos López (2007-2010; 2019-presente)
- María Escario (1985-2014)
- Mari Carmen Izquierdo (1979-1983)
- Marta Solano (2006-2013)
- Miguel Ors (1973-1978)[216]
- Miguel Vila (1975-1979)
- Moisés Rodríguez (2014)
- Nico de Vicente (2012-2013; 2016-presente)
- Olga Viza (1987-1992)[217]
- Paco Caro (2014; 2023-presente)
- Paula Murillo (2023-presente)
- Raquel González (2007-2019)
- Roi Groba (2013-2016; 2016-2017; 2018-¿¿??)
- Rosana Romero (1997-2014)
- Rubén Briones (2020-2022; ¿¿??-presente)
- Salvador Martín Mateos (1992-2008)
- Sergio Sauca (1987-2012; 2013-2020)[218]

#### Presentadores de información meteorológica
Desde el inicio de emisiones de Telediario, la información meteorológica ha contado con profesionales especializados que compartieron plató con los presentadores principales hasta el 4 de enero de 1985. Entre esa fecha y hasta el 10 de enero de 1986, la información meteorológica se daba en off por un locutor. Desde el 3 de enero de 1988, el tiempo cuenta con su propia autonomía, emitiéndose inmediatamente después de cada una de las ediciones del noticiario. Desde el 30 de octubre de 1956, los presentadores del tiempo han sido los siguientes:
- Albert Barniol (2005-presente. Como subdirector [1/10/08-11/2/10; 23/8/10-7/10/11; 16/1/12-29/5/20; 12/9/22-presente] y como director [12/2/10-22/8/10; 8/10/11-15/1/12; 30/5/20-11/9/22])
- Albert Martínez (1/2009-6/2013)
- Alberto Linés Escardó (¿?)
- Alejandra Alloza (1997-2007)
- Ana de Roque (1990-presente)
- Ana Belén Roy (2008-2012)
- Andrés Gómez (4/5/18-13/6/21; 2/10/21-14/11/21; 10/1/22-23/4/23; 08/23-presente)
- Antonio Naya Cristóbal (Años 1970-1989)
- Arnaitz Fernández (14/6/21-24/9/21; 15/11/21-29/7/22)
- Carlos Cabrera (2006-2007)
- Charo Pascual (1988-1990)
- Concha Fernández (2006-2011)
- Desirée Ndjambo (1999-2005)
- Eduardo Penabad (2010-2012)
- Eugenio Martín Rubio (1957-1974)[220]
- Fernando Medina (1964-5/1/85)
- Gabriel Baleriola (10/1/86-17/1/86)
- Irene Santa (22/4/23-presente)
- Isabel Zubiaurre (9/1/17-29/4/18)
- Izaskun Ruiz (2001-2008)
- Jacob Petrus (5/8/13-05/14) (Desde 2014 en Aquí la Tierra)
- Joan Escoda (08/05-11/05)
- José Antonio Maldonado (17/1/86-28/8/08, como director hasta el 30/9/08)[221]
- José María Casals (¿?)
- José Miguel Gallardo (11/08-20/6/16)
- Julio Marvizón (¿?)
- Lorenzo García de Pedraza (1965-1982)[222]
- Manuel Toharia (1969-1980)[223]
- Mar Asenjo (1997-2002)[224]
- Marc Santandreu (15/6/20-08/23; 08/24-presente)
- María Latorre (2008-2012)
- Mariano Medina (30/10/56-5/1/85)[225][226]
- Marta García Gómez (1990-2007)
- Marta Jaumandreu (08/98-09/08)
- Martín Barreiro (07/10-07/20; 09/23-presente)
- Mònica López (1/9/08-11/2/10; 23/8/10-7/10/11; 16/1/12-29/5/20; 12/9/22-12/12/22; ¿¿??-presente; como directora [1/10/08-11/2/10; 23/8/10-7/10/11; 16/1/12-29/5/20; 12/9/22-presente]) (Entre 2023 y 2024 en Ahora o nunca)
- Núria Seró (15/6/20-10/10/24)
- Paco Montesdeoca (1990-31/8/07)
- Pilar Sanjurjo (1968-5/1/85)
- Sergi Loras (2022)
- Silvia Laplana (5/8/13-presente)

##### Cataluña y Baleares
- Alba López (2021)
- Andrea Domènech (2020-2022)
- Aleix Poblet (2019-2020)
- Antoni Castejón (1978-1983)
- Eliseu Vilaclara (1989-1992)
- David Torres (2020)
- Íñigo Giménez (2019-2020)
- Jordi Miralles (1997-2007)
- Moisés Camuñas (2020-2021)
- Santi Parés (1988-1999)
- Sergi Loras (2019-presente)
- Sònia Papell (1996-2019; 2020-presente)[227]
- Toni Nadal (1994-1996)[228]

#### Realizadores
- Antonio Casado Ruiz (1992-2018; 2023-2024)
- Carlos Rubio (1978-1998)
- César Abeytua (1977-1985)[229]
- Mauricio Rico (1976-1986; 1988-2006)
- Eugenio Calderón Polo (1977-2005)[230]
- Fernando Sánchez-Rubio García (2010)
- Gabriel Laborie (¿?)
- Iván López Olmos (¿?-¿?)
- Javier González Pol (2012-presente)
- Javier Nieto (¿?)
- José Antonio García Molina (¿?)
- José María Castillo (¿?)
- José María Fraguas (1983-1988)[231]
- José Luis Hernández (¿?)
- Juan Blas Leal (¿?)
- Juana Martín (¿?)
- Juan Antonio Peña Encabo (¿?)
- Juan Jesús Ortiz (¿?)
- Juana T. Romero Serrano (2005-2020)
- Laura Díaz Martínez-Falero (1986-2021)
- Loli Rodríguez (2018-presente)
- Luis Blanco (¿?-¿?)
- Luis Duque (1990-1993)
- Mar Oria (2010-2023)
- Malco Falcó (¿?-2024)
- María Antonia Fernández (2005-2012)
- Maxi Tobaruela Valdivia (2025-presente)
- Miguel Cruz (1978-1986)
- Olegario Marcos (2012-2013; 2020-2022)
- Patricia Ribas Domínguez (2014-2021)
- Paz Fernández Salazar (¿?-presente)
- Pedro Ricote (1980-1983)
- Rafael Pérez de Muñoz (2016-presente)
- Rafael Rodrigo (1986-1988)

## Enviados especiales y corresponsales

### Enviados especiales
- Mayte Pascual (1999-2004)
- Javier Gutiérrez (2022-presente)
- Almudena Ariza (2001-2010; 2022-2023)
- Ana Jiménez (2014-2018)
- Ana Torrico (2008-2015)
- Ángela Rodicio (1989-2003; 2022)[232]
- Anna Bosch (2014-presente)
- Antonio Parreño (2005-2013)
- Arturo Pérez-Reverte (1985-1994)
- Carlos del Amor - Área de Cultura - (¿?-presente)
- Emilia Ayala (2012-2014)
- Guadalupe Megías (¿?-presente)
- José Carlos Gallardo (2014-2018)
- José Fernández - Área de Cultura - (¿?-presente)
- José Manuel Fernández (¿?-presente)
- Letizia Ortiz (2001-2003)[233]
- Maitane Bermejo (¿?-2022)
- Marián Serén
- Sagrario García-Mascaraque (2014-2019)
- Silvia Guerra (¿?-presente)
- Miguel Ángel García (2007)
- Óscar Mijallo (2022-presente)
- Víctor García Guerrero (¿?-presente)

### Corresponsales
Desde la apertura de las primeras corresponsalías en el exterior en 1966, los informativos de Televisión Española han venido disponiendo de periodistas destacados en cuatro continentes y hasta 18 países.
Actualmente, Telediario cuenta con corresponsales en 15 ubicaciones. El listado histórico de corresponsales ordenados por ciudad, es el siguiente:
Berlín
- Alberto Freile (2025-presente)
- Raquel González (2022-2024)
- Miguel Ángel García (2007-2017; 2019-2022)[234]
- Aurora Mínguez (2017-2019)
- Ana Torrico (2004-2007)
- Pilar Requena (1999-2004)
- José María Siles (1996-1999)
- Daniel Peral (1988-1996)[235]
- Pedro Wender (Años 1970)

Bogotá
- Almudena Ariza (2025-presente)
- Beatriz Viaño (2019-2025)
- Nuria Ramos (2015-2019)
- Óscar Mijallo (2014-2015)
- Luis Pérez (2008-2014)[236]
- María José Gil Arriola (¿?-2008)
- José Manuel Martín Medem (1/1997-1/1999)
- Juan González Restrepo (7/1994-12/1996; 1/1999-¿?)
- Javier Sáenz Munilla (1990-09/1993)
- Enrique Araoz (1989-1990)
- Ana Cristina Navarro (1985-1989)[237]

Bonn (Cerrada)
- José María Siles (1986-1988)
- Manuel Piedrahita (Años 1970-1986)

Bruselas
- Mariana Gancedo (2024-presente)
- José Manuel Fernández (2023-2024) (enviado especial)
- Marta Carazo (2020-2023)
- José Ramón Patterson (2015-2020)[236]
- Álvaro López de Goicoechea (2008-2015)
- José María Siles (2001-2005)
- Jesús Fonseca (1998-¿?)
- Luis de Benito (1996-1998; 2005-2008)[238]
- Julio Bernárdez (1990-1996)
- José Hervás (¿?-1990)
- José Fernández de Quer (¿?-1986)

Budapest (Cerrada)
- Ángela Rodicio (1992-1996)
- Valentín Díaz Marijuan (1990-1992)

Buenos Aires
- Ana Jiménez (2025-presente)
- Sagrario García-Mascaraque (2019-2024)
- Marcos López (2017-2019)[239]
- José Carlos Gallardo (2011-2012)[240]
- María José Ramudo (¿?-2011)
- Vicente Botín (1999-2004)
- Alejandro Moruno (1997-1999)
- Paloma Juliana de las Heras (1993-1997)
- Rosa María Calaf (1989-1993)
- Rafael Herrera (1984-1987)

Caracas (Cerrada)
- Federico Volpini (1977-1980)[241]

Hong Kong (Cerrada)
- Rosa María Calaf (1998-2007)[242]

Jerusalén
- Marc Campdelacreu (2025-presente)
- Almudena Ariza (2024-2025)
- Usoa Zubiria (2023) (2025-presente) (enviada especial)
- Javier Gutiérrez (2019-2022)
- Óscar Mijallo (2007-2010; 2015-2019)
- Yolanda Álvarez (2011-2015)[243]
- Rosa María Molló (2010-2011)[244]
- Agustín Remesal (2004-2007)
- Esther Vázquez (2003-2004)
- Ángela Rodicio (2000-2003)
- Daniel Peral (1996-2000)

La Habana (Cerrada)
- Sagrario García-Mascaraque (2008-2014)[245]
- Vicente Botín (2005-2008)
- José Manuel Martín Medem (2001-2005)
- Vicenç Sanclemente (1997-2001)

Lisboa
- Belén Lorente (2019-presente)
- Miguel Ángel García (2017-2019)
- Íñigo Herráiz (2015-2017)
- Sandra Urdín (2014-2015)[246]
- María Oña (2008-2014)
- Marisa Rodríguez Palop (2008)
- Ramón Font (años 2000)
- Agustín Remesal (2000-¿?)[247]
- Luis de Benito (1998-2000)
- Valentín Díaz Marijuan (1996-1998)
- José Antonio Gurriarán (¿?-1996)
- Diego Carcedo (1978-1984)[248]

Londres
- Diego Arizpeleta (2020-presente)
- Miguel Ángel Idígoras (2007-2009; 2013-2020)[249]
- Anna Bosch (2009-2012)[250]
- Enrique Peris (2000-2007)
- Agustín Remesal (1999-2000)
- Alejandro Martínez (1996-1999)
- Nuria Ribó (1995-1996)
- Vicenç Sanclemente (1993-1995)
- María Victoria Martínez (1990-1993)
- Juan Carlos Arias (¿?-1990)
- Guillermo Díaz-Plaja (años 1980)
- Miguel Veyrat (¿?-1984)[251]
- Eduardo Sancho (1966-1968; 1978-1981)[252]
- José Antonio Plaza (1968-1975)[253]

Ciudad de México
- José Antonio Guardiola (2024-presente)
- Iñigo Herráiz (2017-2023)
- Vicenç Sanclemente (1995-1996; 2015-2017)
- Sagrario García-Masacaraque (2014-2015)
- Javier Gutiérrez (2011-2014)
- Emilia Ayala (2007-2011)
- Joan Marcet (¿?-2007)
- José Ignacio Iribar (años 2000)
- José Manuel Martín Medem (1996-1999)
- Valentín Díaz Marijuan (1992-1995)
- Manolo Alcalá (¿?-1991)
- Federico Volpini (1980-1981)
- Tico Medina (1977-1978)

Miami (Cerrada)
- Valentín Díaz Marijuan (1998-2004)

Moscú
- Lara Prieto (2023-presente)
- Érika Reija (2017-2022)
- Luis Pérez (2014-2017)[254]
- Carlos Franganillo (2011-2014)
- José Carlos Gallardo (2007-2011)
- Valentín Díaz Marijuan (2004-2007)
- Luis de Benito (2000-2004)
- Carmelo Machín y Anna Bosch (1998-2000)
- María José Ramudo (1993-1996)
- Lucía Oliver (1990-1993)
- Luis Alberto Ricas (1989-1990)
- Rosa María Calaf (1987-1989; 1996-1998)
- Francisco Eguiagaray (1976-1987)

Nueva York
- Javier Gutiérrez Nogales (2025-presente) (enviado especial)
- Sara Rancaño (2019-2021; 2022-2025)
- Almudena Ariza (2013-2019; 2021-2022)
- Gemma García (2009-2012)
- Rosa María Molló (2003-2008)[255]
- José María Siles (1999-2001)
- José Antonio Pérez Piñar (1996-¿?) (adjunto)
- Agustín Remesal (1996-1999)
- José Antonio Martínez Soler (1995-1996)[256]
- Ángel Gómez Fuentes (1990-1995)
- Diego Carcedo y Rosa María Calaf (1984-1987)
- Pedro Erquicia (1978-1984)[257]
- Jesús Hermida (1968-1978)[258]

Panamá (Cerrada)
- Ana Cristina Navarro (años 1980)

París
- Mavi Doñate (2021-presente)
- Almudena Ariza (2019-2021)
- Marisa Rodríguez Palop (2014-2019)
- David Picazo (2008-2014)
- Ángel Gómez Fuentes (2006-2008)
- Francisco Audije (2000-¿?)
- Miguel Ángel Sacaluga (1996-¿?)
- Luis de Benito (1994-1996)[259]
- Agustín Remesal (1990-1994)
- Antonio Esteve (1989-1990)
- Julio Bernárdez (1985-1989)
- Pablo Sebastián (1983-1984)
- Juan Carlos Azcue (¿?-1984)
- Federico Volpini (1968-¿?)
- Ángel Roselló (1966-1968)

Pekín
- Yolanda Álvarez (2021-presente)
- Mavi Doñate (2015-2021)[260]
- Marián Serén (2013-2015)
- Almudena Ariza (2010-2012)
- Rosa María Molló (2008-2010)
- Rosa María Calaf (2007-2008)
- Vicenç Sanclemente (2003-2007)[261]

Rabat
- Arantxa Marculeta (2025-presente)
- Ana Jiménez (2019-2024)
- Luis Pérez (2017-2019)
- Érika Reija (2015-2017)
- Gemma García (2013-2015)
- Antonio Parreño (2010-2012)
- Joan Marcet (2007-2010)
- Miguel Ángel Idígoras (2001-2004)
- Esther Vázquez (1999-2001)
- José María Siles (1990-1994)

Río de Janeiro (Cerrada)
- Marcos López (2016-2017)[262]
- María Oña (2014-2016)[263]

Roma
- Begoña Alegría (2020-presente)
- Lorenzo Milá (2014-2020)
- Sylvia Fernández de Bobadilla (2012-2013)
- Marisa Rodríguez Palop (2009-2012; 2013-2014)
- Gemma García (2006-2008)
- Ángel Gómez Fuentes (1987-1990; 1996-2005)
- Alfredo Urdaci (1993-1996)
- Antoni Esteve i Avilés (1991-1993)
- Josep Maria Balcells (1990-1991)
- Paloma Gómez Borrero (1978-1983) (Vaticano)
- Javier Pérez Pellón (1977-1987)
- José Luis Colina (1966-¿?)

Viena (Cerrada)
- Rosa María Calaf (1996)
- Francisco Eguiagaray (¿?-1990)
- Ana Isabel Cano (1967-1972)

Washington D. C.
- Raquel González (2025-presente) (enviada especial)
- Cristina Olea (2018-2025)
- Carlos Franganillo (2014-2018)
- Lorenzo Milá (2009-2014)
- Anna Bosch y Carmelo Machín (2004-2009)[264]
- Sagrario Ruiz de Apodaca y Lorenzo Milá (2003-2004)
- Vicenç Sanclemente (2001-2003)

## Centros Territoriales y de Producción
Además del Telediario a nivel nacional, existe una versión para cada comunidad autónoma y otra para las dos ciudades autónomas de Ceuta y Melilla, qué se emite dentro del Informativo Territorial de Andalucía. Esta versión se enfoca en las noticias de mayor interés actual de cada una de las distintas comunidades autónomas de España. Un dato a destacar es que en algunas comunidades autónomas bilingües (Galicia, Cataluña, Navarra, País Vasco, Comunidad Valenciana e Islas Baleares), son emitidos con el respectivo idioma cooficial de su comunidad. Dicho informativo se emite de lunes a viernes en La 1 de 13:55 a 14:20 y de 15:45 a 15:55. Desde el 1 de octubre de 2020 se puede seguir el Informativo Territorial de cada comunidad autónoma en streaming a través de La 1 en RTVE Play, entre las 13:55 y las 15:55. En el apartado 'Directos' de RTVE Play también se pueden seguir las emisiones en directo de TVE Cataluña y TVE Canarias.
Sus nombres, idioma y años de creación son:
- RTVE Galicia: Telexornal (en gallego), 1974. Anteriormente, Panorama de Galicia (programa pionero de los centros territoriales) y Telegalicia.[266]
- RTVE Canarias: Telecanarias (en español), 1971.
- RTVE Andalucía: Noticias Andalucía (en español), 1974.[267] Anteriormente, Telesur.[268][269][270]
- RTVE País Vasco: Telenorte (en español, y Gaurkoak en euskera al final del informativo), 1974.[271]
- RTVE Comunidad Valenciana: L'informatiu-Comunitat Valenciana (en valenciano y español), 1974.[272] Anteriormente, Aitana.[273][274][275]
- RTVE Asturias: Panorama regional (en español), 1974. Anteriormente, Tele Asturias[276] y Aquí Asturias [277][278]
- RTVE Aragón: Noticias Aragón (en español), 1979. Anteriormente, Meridiano.[279][280]
- RTVE Cataluña: L'informatiu (en catalán), 1983.[281]
- RTVE Baleares: Informatiu balear (en catalán), 1979.[282][283]
- RTVE Murcia: Noticias Murcia (en español), 1980. Anteriormente, Tele Murcia; de 1980 a 1982, en emisión junto a Aitana.[284][285])
- RTVE Navarra: Telenavarra (en español, y Arin Arin en euskera al final del informativo), 1981.[286]
- RTVE Castilla y León: Noticias de Castilla y León (en español), 1982. Anteriormente, Informativo regional.[287]
- RTVE Cantabria: TeleCantabria (en español), 1984.[288]
- RTVE La Rioja: TeleRioja[289] (en español), 1986.[290]
- RTVE Castilla-La Mancha: Noticias de Castilla-La Mancha (en español), 1989.[291]
- RTVE Extremadura: Noticias de Extremadura (en español), 1989.[292][293][294]
- RTVE Ceuta: Noticias de Ceuta (en español), 1987. Emitido al final de la primera edición de Noticias Andalucía.[295]
- RTVE Melilla: Noticias de Melilla (en español), 1987. Emitido al final de la segunda edición de Noticias Andalucía.[295]

Televisión Española no cuenta con un centro territorial en la Comunidad de Madrid, debido a que la sede central de RTVE ya se encuentra en Madrid, aunque sí que emite el noticiario territorial llamado Informativo de Madrid. El centro madrileño inició su programación en 1974, cuando por entonces era el llamado centro de TVE Zona Centro, que cubría las noticias de Madrid, Cáceres, Aragón, Castilla la Vieja y Castilla la Nueva.
RTVE cuenta con 39 unidades y 11 delegaciones informativas (en alguna provincia tienen más de una 
unidad informativa), 4 Centros de Producción de Programas: Torrespaña y Prado del Rey en Madrid, Canarias y Cataluña y 21 Centros Territoriales. Cristina Bravo Santos es la directora de RTVE Territorial.
Centro Territorial de Andalucía
Noticias de Andalucía
- Dirección del Centro Territorial: Paloma Jara Muñiz
- Presentación: Lola Domínguez/Verónica Chumillas/David Martínez/Enrique Olivares
- Edición: Verónica Chumillas/María Jesús Álvarez
- Realización: Francisco Reina
- Producción: Ana Fernández/Gloria Melgar/Marta Pérez

Centro Territorial de Aragón
Noticias de Aragón
- Dirección del Centro Territorial: Miguel Roberto López Morales
- Presentación: Andrea de Ramón/Déborah Sebastián
- Edición: Miguel López
- Realización: Víctor Costas
- Producción: Begoña Gracia

Centro Territorial de Asturias
Panorama regional
- Dirección del Centro Territorial: Luis Fernando Martínez Martínez
- Presentación: Rosana García Palacio/Irene Alonso/Cristina Vázquez
- Dirección: Luis Fernando Martínez
- Edición: Rosana García Palacio
- Realización: Ricardo López
- Producción: Feliciano González

Centro de Producción de Canarias
TeleCanarias
- Dirección del Centro de Producción: Francisca del Carmen González Santana
- Jefatura de la Unidad de Informativos de TVE Canarias": Miguel Ángel Guerra Hernández
- Presentación: Fátima Hernández y Escarlata Dios (lunes a viernes) y Sara Fez (fin de semana)
- Edición de lunes a viernes: Fátima Hernández/Juan Luis Callau/Escarlata Dios
- Realización de lunes a viernes: Alba Bordón/Paz Sánchez
- Producción de lunes a viernes: Natalia Rodríguez/Arabia Cruz
- Edición de fin de semana: Sara Fez
- Realización de fin de semana: Paz Sánchez
- Producción de fin de semana: Cristina Mola/Arabia Cruz

Centro Territorial de Cantabria
TeleCantabria
- Dirección del Centro Territorial: Juan Carlos Fernández Jiménez
- Presentación: Ana Ruiz
- Edición: Fernando Gañán Oraá
- Realización: Pedro Miranda Núñez
- Producción: Laura Madrazo

Centro Territorial de Castilla y León
Noticias de Castilla y León
- Dirección del Centro Territorial: Iván Fernández del Río
- Presentación: Óscar Herrero/Marta Ingelmo/Marina Fernández
- Edición: Estefanía Fontaneda
- Realización: Carlos de Aguilera
- Producción: Julio César García

Centro Territorial de Castilla-La Mancha
Noticias de Castilla-La Mancha
- Dirección del Centro Territorial: Beatriz Pintado Carrión
- Presentación: Ana Villajos
- Edición: Nuria López/Ana Villajos
- Realización: José Torralba Peral
- Producción: Miguel Cuesta

Centro de Producción de Cataluña (idioma cooficial)
L'informatiu
- Dirección del Centro de Producción: Esteve Crespo Haro
- Dirección del Área de Informativos de RTVE: Rafael Guillermo Lara Mariscal
- Subdirección de Coordinación de Informativos e Interactivos de TVE: Marta Ribas Barquet
- Presentación: Aina Galduf (lunes a viernes), Laura Mesa (fin de semana) y Albert Font (deportes fin de semana)
- Edición de lunes a viernes: Alicia Soler Roldán/Aina Galduf Manchón
- Realización de lunes a viernes: Quique Barrera
- Producción de lunes a viernes: Laura Borrás/Ibai Tormo
- Edición de fin de semana: Adriana Monclús Arbona
- Realización de fin de semana: Paula Egea Garrido
- Producción de fin de semana: Gemma Ruiz

Unidad Informativa de Ceuta
Noticias de Ceuta
- Jefatura de la Unidad Informativa: Sandra Aswani Alcázar
- Presentación: Sandra Aswani

Área Informativa de la Comunidad de Madrid
Informativo de Madrid
- Subdirección del Área Territorial: Ángel Negro Rodríguez
- Presentación: Marta Jaumandreu/José Luis Toral
- Edición: Bernabé Sánchez-Minguet
- Realización: Ángel Eslava Sánchez
- Producción: Daniela Donoso

Centro Territorial de Comunidad Valenciana (idioma cooficial)
L'Informatiu Comunitat Valenciana
- Dirección del Centro Territorial: Aránzazu Torres Álvarez
- Presentación: Inma Canet/Enrique Pallás/Salvador Campos
- Edición: Gemma Guzmán
- Realización: Lucía Esteve
- Producción: Monte Cañete

Centro Territorial de Extremadura
Noticias de Extremadura
- Dirección del Centro Territorial: Francisco Javier Sánchez Pajares
- Presentación: Eulalia González
- Edición: Ana García Álvarez
- Realización: Pedro Mena
- Producción: Guadalupe Torres/Rosa Barea

Centro Territorial de Galicia (idioma cooficial)
Telexornal
- Dirección del Centro Territorial: Ramón Valles Aponte
- Presentación: Ana Zas
- Edición: Lois Docampo
- Realización: Carolina Pérez
- Producción: Francisco Costa

Centro Territorial de Islas Baleares (idioma cooficial)
Informatiu Balear
- Dirección del Centro Territorial: Pau Fons Álvaro
- Presentación: Bernat Company
- Edición: Miguel Ferrà/Sergio Cáceres
- Realización: Belén Gómez Yebra
- Producción: Isabel Notario Sánchez

Centro Territorial de La Rioja
TeleRioja
- Dirección del Centro Territorial: José Manuel Lumbreras Ginés
- Presentación: Conchi Aquesolo
- Edición: Conchi Aquesolo
- Realización: Mikel Marín
- Producción: María Victoria Jiménez

Unidad Informativa de Melilla
Noticias de Melilla
- Jefatura de la Unidad Informativa: Pablo Lafuente Martínez
- Presentación: Pablo Lafuente

Centro Territorial de Navarra (idioma cooficial al final del informativo)
TeleNavarra
- Dirección del Centro Territorial: Javier Ignacio Izu Otermin
- Presentación: Ana Valencia/Conchín Fernández/Javier Erro
- Edición: Fernando Roncal/Óscar Ansó
- Realización: Javier Aldama
- Producción: Ignacio Cordero

Centro Territorial de País Vasco (idioma cooficial al final del informativo)
Telenorte
- Dirección del Centro Territorial: Iratxe Llarena Pérez
- Presentación: Teresa Aguiló/David Astorga/Mikel Ercibengoa
- Edición: Guillermo González
- Realización: Tamara Miñón
- Producción: Paloma Rico

Centro Territorial de Región de Murcia
Noticias de Murcia
- Dirección del Centro Territorial: Francisco Briones Aroca
- Presentación: Elena Fernández
- Edición: Manuela Zamora/José María Martínez
- Realización: Gaspar Cerdá Juan
- Producción: Enrique Giner/Jorge García

## Directores de Informativos de TVE
| Responsable                          | Inicio                                                                                | Final                    |
| ------------------------------------ | ------------------------------------------------------------------------------------- | ------------------------ |
| José de las Casas Acevedo            | 1956                                                                                  | 1962                     |
| Ángel Fernández Marrero              | 1962                                                                                  | 1964                     |
| José de las Casas Acevedo            | 1964                                                                                  | junio de 1968            |
| Fernando Ramos Moreno                | junio de 1968                                                                         | diciembre de 1969        |
| Rafael Ramos Losada                  | diciembre de 1969                                                                     | 1971                     |
| Rafael Ramos Losada                  | 1971 (Director de los Servicios Informativos de RTVE)                                 | 26 de febrero de 1974    |
| Francisco Ruiz de Elvira Hidalgo     | 1971 (Director de los Servicios Informativos de TVE)                                  | 26 de febrero de 1974    |
| José de las Casas Acevedo            | 26 de febrero de 1974 (Director de los Servicios Informativos de RTVE)                | febrero de 1976          |
| Juan Luis Cebrián Echarri            | 26 de febrero de 1974 (Subdirector de los Servicios Informativos de RTVE)             | noviembre de 1974        |
| Victoriano Fernández de Asís         | noviembre de 1974 (Director de los Servicios Informativos de TVE)                     | diciembre de 1974        |
| Alberto Miguel Arruti                | diciembre de 1974 (Director de los Servicios Informativos de TVE)                     | febrero de 1976          |
| Mauro Muñiz Rodríguez                | febrero de 1976                                                                       | 24 de julio de 1976      |
| Jesús Mora Moreno                    | 24 de julio de 1976                                                                   | junio de 1977            |
| Fernando Bofill Draper               | junio de 1977 (Director adjunto de TVE para el área de Información)                   | 31 de octubre de 1978    |
| Miguel Pérez Calderón                | 31 de octubre de 1978                                                                 | 28 de enero de 1981      |
| José Ignacio Gabilondo Pujol         | 28 de enero de 1981                                                                   | 23 de mayo de 1981       |
| Pedro Erquicia López de Montenegro   | 23 de mayo de 1981                                                                    | 23 de octubre de 1981    |
| Joaquín Castro Beraza                | 23 de octubre de 1981                                                                 | 4 de agosto de 1982      |
| Juan Roldán Ros                      | 4 de agosto de 1982                                                                   | 15 de diciembre de 1982  |
| José Luis Balbín Meana               | 15 de diciembre de 1982                                                               | 26 de septiembre de 1983 |
| Enrique Vázquez Domínguez            | 26 de septiembre de 1983                                                              | 9 de enero de 1985       |
| Enric Sopena Daganzo                 | 9 de enero de 1985                                                                    | 27 de octubre de 1986    |
| Julio Antonio de Benito Torrente     | 27 de octubre de 1986                                                                 | 8 de febrero de 1989     |
| José Manuel de Diego Carcedo         | 8 de febrero de 1989                                                                  | 28 de marzo de 1990      |
| María Antonia Iglesias González      | 28 de marzo de 1990                                                                   | 14 de mayo de 1996       |
| Ernesto Sáenz de Buruaga Bustamante  | 14 de mayo de 1996                                                                    | 5 de mayo de 1998        |
| Eduardo Javier González Ferrari      | 5 de mayo de 1998                                                                     | 16 de mayo de 2000       |
| Jesús Alfredo Urdaci Iriarte         | 16 de mayo de 2000                                                                    | 23 de abril de 2004      |
| Pedro Guillermo Roncal Ciriaco       | 23 de abril de 2004 (Director adjunto de los Servicios Informativos de TVE)           | 28 de abril de 2004      |
| Francisco Javier Llorente Campos     | 28 de abril de 2004                                                                   | 29 de junio de 2012      |
| Julio Somoano Rodríguez              | 30 de junio de 2012                                                                   | 3 de noviembre de 2014   |
| José Antonio Álvarez Gundín          | 3 de noviembre de 2014                                                                | 31 de julio de 2018      |
| María del Carmen Sastre Bellas       | 31 de julio de 2018 (Directora de Contenidos de Programas Informativos de TVE)        | 6 de agosto de 2018      |
| María Begoña Alegría Ezquerra        | 6 de agosto de 2018                                                                   | 1 de enero de 2020       |
| Enric Hernández i Llorente           | 4 de septiembre de 2019 (Director de Información y Actualidad de RTVE)                | 27 de junio de 2021      |
| Enric Hernández i Llorente           | 2 de enero de 2020 (Director interino de Informativos de TVE)                         | 13 de julio de 2020      |
| Josep Vilar Grèbol                   | 13 de julio de 2020 (Director de Informativos de TVE)                                 | 15 de julio de 2021      |
| Josep Vilar Grèbol                   | 11 de agosto de 2021 (Director de Estrategia y Planificación de Informativos de RTVE) | 16 de mayo de 2022       |
| Josep Vilar Grèbol                   | 17 de mayo de 2022 (Director de Contenidos Informativos de RTVE)                      | Febrero de 2025          |
| Esteve Crespo Haro                   | 28 de junio de 2021 (Director de Contenidos Informativos de RTVE)                     | 16 de mayo de 2022       |
| Esteve Crespo Haro                   | 17 de mayo de 2022 (Director de Estrategia y Planificación de Informativos de RTVE)   | octubre de 2023          |
| Pau Fons Álvaro                      | 15 de julio de 2021 (Director de Informativos de TVE)                                 | 1 de julio de 2022       |
| María Isabel Sánchez-Maroto Inarejos | febrero de 2025 (Directora de Contenidos Informativos de RTVE)                        | presente                 |
| Jon Ariztimuño Olagüe                | febrero de 2025                                                                       | presente                 |

- Fuente:[300][301][302]

## Premios
Tanto el programa como muchos de sus sucesivos conductores han sido objeto del reconocimiento público, mediante la concesión de los más importantes premios que en España se otorgan en el ámbito de la televisión. A continuación, la lista de galardones y nominaciones:

### Premio Nacional de Televisión
En 2011 a los Servicios Informativos de TVE.

### TP de Oro
| Año  | Categoría                           | Persona                  | Resultado |
| ---- | ----------------------------------- | ------------------------ | --------- |
| 2011 | Mejor Informativo Diario            | Mejor Informativo Diario | Ganador   |
| 2011 | Mejor Presentador/a de Informativos | Ana Blanco               | Nominada  |
| 2010 | Mejor Informativo Diario            | Mejor Informativo Diario | Nominado  |
| 2010 | Mejor Presentador/a de Informativos | Ana Blanco               | Nominada  |
| 2009 | Mejor Informativo Diario            | Mejor Informativo Diario | Nominado  |
| 2009 | Mejor Presentador/a de Informativos | Ana Blanco               | Nominada  |
| 2008 | Mejor Informativo Diario            | Mejor Informativo Diario | Nominado  |
| 2008 | Mejor Presentadora de Informativos  | Ana Blanco               | Ganadora  |
| 2008 | Mejor Presentador de Informativos   | Lorenzo Milá             | Nominado  |
| 2007 | Mejor Informativo Diario            | Mejor Informativo Diario | Nominado  |
| 2007 | Mejor Presentador de Informativos   | Lorenzo Milá             | Nominado  |
| 2006 | Mejor Informativo Diario            | Mejor Informativo Diario | Nominado  |
| 2006 | Mejor Presentador de Informativos   | Lorenzo Milá             | Nominado  |
| 2005 | Mejor Informativo Diario            | Mejor Informativo Diario | Nominado  |
| 2005 | Mejor Presentador de Informativos   | Lorenzo Milá             | Nominado  |
| 2004 | Mejor Informativo Diario            | Mejor Informativo Diario | Nominado  |
| 2004 | Mejor Presentador de Informativos   | Lorenzo Milá             | Nominado  |
| 1995 | Mejor Informativo Diario            | Mejor Informativo Diario | Nominado  |
| 1994 | Mejor Informativo Diario            | Mejor Informativo Diario | Ganador   |
| 1993 | Mejor Informativo Diario            | Mejor Informativo Diario | Ganador   |
| 1992 | Mejor Informativo Diario            | Mejor Informativo Diario | Ganador   |
| 1990 | Mejor Presentador                   | Pedro Piqueras           | Nominado  |
| 1986 | Mejor Presentador                   | Manuel Campo Vidal       | Ganador   |
| 1985 | Mejor Presentador                   | Manuel Campo Vidal       | Ganador   |
| 1981 | Mejor Presentador                   | Joaquín Arozamena        | Ganador   |
| 1981 | Mejor Presentadora                  | Victoria Prego           | Ganadora  |
| 1977 | Mejor Presentador                   | Lalo Azcona              | Ganador   |

### Premios Iris
| Año           | Categoría                                    | Persona                    | Resultado |
| ------------- | -------------------------------------------- | -------------------------- | --------- |
| 2021          | Mejor Presentación de Informativos           | Carlos Franganillo         | Nominado  |
| 2020          | Mejor Presentación de Informativos           | Carlos Franganillo         | Nominado  |
| 2020          | Mejor Programa Informativo                   | Mejor Programa Informativo | Nominado  |
| 2019          | Mejor Presentación de Informativos           | Carlos Franganillo         | Ganador   |
| 2018          | Mejor Programa Informativo                   | Mejor Programa Informativo | Nominado  |
| 2017          | Mejor Programa Informativo                   | Mejor Programa Informativo | Ganador   |
| 2017          | Mejor Presentación de Informativos           | Pilar García Muñiz         | Nominada  |
| 2015          | Mejor Programa Informativo                   | Mejor Programa Informativo | Nominado  |
| 2014          | Mejor Informativo                            | Mejor Informativo          | Nominado  |
| 2014          | Mejor Reportero                              | Carlos Franganillo         | Nominado  |
| 2012          | Mejor Presentación de Informativos           | Ana Blanco                 | Ganadora  |
| 2012          | Mejor Reportera                              | Almudena Ariza             | Nominada  |
| 2011          | Mejor Programa Informativo                   | Mejor Programa Informativo | Ganador   |
| 2011          | Mejor Reportera                              | Almudena Ariza             | Nominada  |
| 2010          | Mejor Programa Informativo                   | Mejor Programa Informativo | Nominado  |
| 2010          | Mejor Presentación de Programas Informativos | Ana Blanco                 | Ganadora  |
| 2010          | Mejor Presentación de Programas Informativos | Pepa Bueno                 | Nominada  |
| 2010          | Mejor Reportera                              | Almudena Ariza             | Ganadora  |
| 2010          | Mejor Reportera                              | Rosa María Molló           | Nominada  |
| 2009          | Mejor Programa Informativo                   | Mejor Programa Informativo | Nominado  |
| 2009          | Mejor Presentación de Programas Informativos | Ana Blanco                 | Nominada  |
| 2009          | Mejor Presentación de Programas Informativos | Pepa Bueno                 | Ganadora  |
| 2008          | Mejor Presentación de Programas Informativos | Ana Blanco                 | Nominada  |
| 2008          | Mejor Presentación de Programas Informativos | Lorenzo Milá               | Ganador   |
| 2007          | Mejor Presentación de Programas Informativos | Ana Blanco                 | Nominada  |
| 2007          | Mejor Presentación de Programas Informativos | Lorenzo Milá               | Nominado  |
| 2006          | Mejor Programa Informativo                   | Mejor Programa Informativo | Nominado  |
| 2006          | Mejor Presentación de Programas Informativos | Ana Blanco                 | Nominada  |
| 2006          | Mejor Presentación de Programas Informativos | Lorenzo Milá               | Nominado  |
| 2005          | Mejor Comunicadora de Programas Informativos | Ana Blanco                 | Ganadora  |
| 2005          | Mejor Comunicador de Programas Informativos  | Lorenzo Milá               | Nominado  |
| 2004          | Mejor Comunicadora de Programas Informativos | Ana Blanco                 | Ganadora  |
| 2004          | Mejor Comunicador de Programas Informativos  | Lorenzo Milá               | Nominado  |
| 2003          | Mejor Comunicadora de Programas Informativos | Ana Blanco                 | Nominada  |
| 2002          | Mejor Comunicadora de Programas Informativos | Ana Blanco                 | Nominada  |
| María Escario | Mejor Comunicadora de Programas Informativos |                            | Nominada  |
| 2000          | Mejor Programa Informativo                   | Mejor Programa Informativo | Nominado  |

### Premios Antena de Oro
| Año   | Categoría  | Persona                                  |
| ----- | ---------- | ---------------------------------------- |
| 2023  | Televisión | Ígor Gómez                               |
| 20216 | Televisión | Pedro Carreño                            |
| 2013  | Televisión | Julio Somoano                            |
| 2010  | Televisión | Almudena Ariza                           |
| 2000  | Televisión | Alfredo Urdaci y Jesús Álvarez Cervantes |
| 1998  | Televisión | Ana Blanco                               |
| 1995  | Televisión | Fernando G. Delgado                      |

### Premios Micrófono de Oro
| Año  | Categoría  | Persona       |
| ---- | ---------- | ------------- |
| 2012 | Televisión | María Casado  |
| 2010 | Televisión | David Cantero |
| 2007 | Televisión | Lorenzo Milá  |
| 2005 | Televisión | Ana Blanco    |

### Premios Ondas
| Año  | Categoría                   | Premio                                            |
| ---- | --------------------------- | ------------------------------------------------- |
| 2020 | Nacionales de Televisión    | Mejor Programa de Actualidad                      |
| 2020 | Nacionales de Televisión    | Mejor Presentadora (Mavi Doñate)                  |
| 2019 | Nacionales de Televisión    | Mejor Presentador (Carlos Franganillo)            |
| 2015 | Nacionales de Televisión    | Mejor Presentadora (Ana Blanco)                   |
| 2013 | Nacionales de Televisión    | Mejor Presentadora (María Escario)                |
| 2011 | Televisión                  | Mejor Programa de Actualidad o Cobertura especial |
| 1962 | Nacionales de Televisión    | Mejor Programa Informativo                        |
| 1960 | Mención Especial del Jurado | Mención Especial del Jurado                       |

### Premio APM al Mejor Periodista del Año
| Año  | Categoría  | Premiado           |
| ---- | ---------- | ------------------ |
| 2019 | Televisión | Carlos Franganillo |
| 2013 | Televisión | Anna Bosch         |
| 1996 | Televisión | Julio Bernárdez    |

### Premio Víctor de la Serna
- 2008: Rosa María Calaf
- 2002: Luis de Benito
- 1994: Ángela Rodicio
- 1984: Felipe Mellizo
- 1983: Joaquín Arozamena

### TV News Award
En 2009 el instituto de investigación Media Tenor le otorgó el TV News Award a la segunda edición, quedando por delante de programas informativos de cadenas como la BBC o NBC. Este galardón supuso su reconocimiento como el mejor noticiario del mundo. En 2010 quedó en segunda posición, aunque solo por una pequeña diferencia con el ganador (Le Journal de la francesa TF1).

## Audiencias
Desde la llegada de las televisiones privadas y el fin del monopolio informativo de Telediario, su cuota de pantalla ha ido disminuyendo paulatinamente, si bien durante casi todo el período —con puntuales excepciones— ha mantenido el liderazgo. A partir de 2013, los datos de audiencia han conocido una evolución aún más preocupante, sin embargo, en 2023 fue recuperando audiencia hasta situarse como los segundos informativos más vistos de España, solamente superados por Antena 3 Noticias.
- La siguiente tabla muestra la evolución de la Cuota de pantalla en el periodo comprendido entre 1994 y 2012.[310]

| Edición      | 1993-94 | 1994-95 | 1995-96 | 1996-97 | 1997-98 | 1998-99 | 1999-2000 | 2000-01 | 2001-02 | 2002-03 | 2003-04 | 2004-05 | 2005-06 | 2006-07 | 2007-08 | 2008-09 | 2009-10 | 2010-11 | 2011-12 |
| ------------ | ------- | ------- | ------- | ------- | ------- | ------- | --------- | ------- | ------- | ------- | ------- | ------- | ------- | ------- | ------- | ------- | ------- | ------- | ------- |
| Telediario 1 | 41,1 %  | 36,1 %  | 36,8 %  | 28,5 %  | 28,7 %  | 26,0 %  | 25,2 %    | 26,0 %  | 26,3 %  | 25,3 %  | 25,8 %  | 24,0 %  | 23,5 %  | 21,9 %  | 21,6 %  | 21,3 %  | 21,1 %  | 19,3 %  | 18,4 %  |
| Telediario 2 | 30,9 %  | 28,8 %  | 28,6 %  | 28,2 %  | 29,9 %  | 28,8 %  | 29,1 %    | 29,5 %  | 29,2 %  | 26,8 %  | 26,1 %  | 24,4 %  | 23,9 %  | 21,0 %  | 20,0 %  | 19,0 %  | 18,9 %  | 17,1 %  | 15,1 %  |

En el período analizado y globalizando cómputo anual, solo a partir de 2005 el Telediario 2, presentado en ese momento por Lorenzo Milá, pierde el liderazgo frente a Antena 3 Noticias 2 de Matías Prats. En 2007 el informativo de esta cadena privada además batió también al Telediario 1 de Ana Blanco. Las dos ediciones de la cadena pública recuperan el liderazgo en 2008. 65 meses después, en febrero de 2013, Telediario en la ponderación de ambas ediciones, perdía de nuevo el liderazgo, esta vez en favor de Informativos Telecinco. No es hasta octubre de 2015 cuando comienzan a aumentar sus audiencias, consiguiendo que la primera edición del Telediario sea la más vista de ese mes. Aun así las demás ediciones también consiguieron aumentar su audiencia, alcanzando el liderazgo en muchos meses de 2016 y de nuevo el liderazgo anual en 2017.
A partir de julio de 2018, los Telediarios vuelven a perder el liderazgo ante Antena 3 Noticias e Informativos Telecinco situándose en este tiempo en tercera opción, en la primera y segunda edición de lunes a domingo, por su parte la edición matinal, la única que había mostrado imbatibilidad, ante Antena 3 y Telecinco, también pierde el liderato y por último Antena 3 Noticias le arrebata el liderazgo anual a los informativos de Televisión Española en 2018.
En agosto de 2022, los Telediarios marcan su peor dato histórico de audiencia con 878 000 y (9,8 %) de media en las ediciones de mediodía y noche de lunes a domingo, siendo la tercera opción de las cadenas generalistas en ambas ediciones. En «simulcast» (emisión simultánea con el Canal 24 horas) la media es de 946 000 y (10,6 %). En julio de 2021, el TD-1 es cuarta y última opción de lunes a viernes –al año siguiente ascendió a la tercera plaza–, hecho que no tiene precedentes y es tercera opción los fines de semana.
- En esta tabla se muestra la audiencia media anual de las dos ediciones de los Telediarios desde el año 2000:

| Años         | 2000      | 2001      | 2002      | 2003      | 2004      | 2005      | 2006      | 2007      | 2008      | 2009      | 2010      | 2011      | 2012      | 2013      | 2014      | 2015      | 2016      | 2017      | 2018      | 2019      | 2020      | 2021      | 2022      | 2023      |
| ------------ | --------- | --------- | --------- | --------- | --------- | --------- | --------- | --------- | --------- | --------- | --------- | --------- | --------- | --------- | --------- | --------- | --------- | --------- | --------- | --------- | --------- | --------- | --------- | --------- |
| Espectadores | 3 156 000 | 3 195 000 | 3 117 000 | 3 025 000 | 3 095 000 | 2 852 000 | 2 688 000 | 2 680 000 | 2 681 000 | 2 680 000 | 2 664 000 | 2 561 000 | 2 338 000 | 1 950 000 | 1 821 000 | 1 760 000 | 1 785 000 | 1 983 000 | 1 871 000 | 1 585 000 | 1 725 000 | 1 408 000 | 1 195 000 | 1 201 000 |
| Cuota        | 27,1 %    | 27,5 %    | 26,8 %    | 25,9 %    | 24,8 %    | 23,0 %    | 21,7 %    | 21,0 %    | 20,5 %    | 19,9 %    | 19,0 %    | 18,1 %    | 16,0 %    | 13,2 %    | 12,6 %    | 12,7 %    | 12,9 %    | 13,9 %    | 13,4 %    | 12,0 %    | 12,0 %    | 10,8 %    | 10,4%     | 11,0%     |

- Fuentes: Memoria de servicio público de RTVE de 2010, página 38[313][314][315][316][317][318][319][320][321][322][323]
  - La audiencia en «simulcast» en La 1 y Canal 24 horas fue en 2013 de 1 982 000 y 13,4 %;[324] en 2014 de 1 916 000 y 13,3 %; en 2015 de 1 856 000 y 13,4 %; en 2016 de 1 897 000 y 13,7 %; en 2017 de 2 101 000 y 14,8 %;[325] en 2018 de 1 982 000 y 14,2 %; en 2019 de 1 649 000 y 12,6 %, en 2020 de 1 858 000 y 12,9 %; en 2021 de 1 510 000 y 11,6 %; en 2022 de 1 294 000 y 11,2 % y en 2023 de 1.296.000 y un 11,8%.